# Vecchia San Juan
La Vecchia San Juan (in spagnolo Viejo San Juan, in inglese Old San Juan), ufficialmente Distretto Storico di San Juan (in spagnolo Distrito Histórico de San Juan, in inglese Historic District of San Juan), è una circoscrizione di San Juan, Porto Rico, caratterizzata da ciottoli e variopinti edifici coloniali spagnoli risalenti al XVI secolo, fra cui El Morro e La Fortaleza, imponenti fortezze con ampie viste sull'oceano, e dalla passeggiata lungo la baia chiamata Paseo de la Princesa.

## Geografia fisica
Durante il periodo di colonizzazione spagnola la maggior parte della popolazione urbana risiedeva in quella zona che oggi è chiamata Viejo San Juan. Questa zona si trova nell'estrema parte occidentale della Isleta de San Juan (isoletta di San Juan), collegata all'isola maggiore tramite due ponti e una strada rialzata costruita su un terrapieno. Tale isoletta si estende per 122 km² e ospita, tra le altre cose, il quartiere di Puerta de Tierra, dove hanno sede la maggior parte degli edifici governativi di Porto Rico.

### Posizione

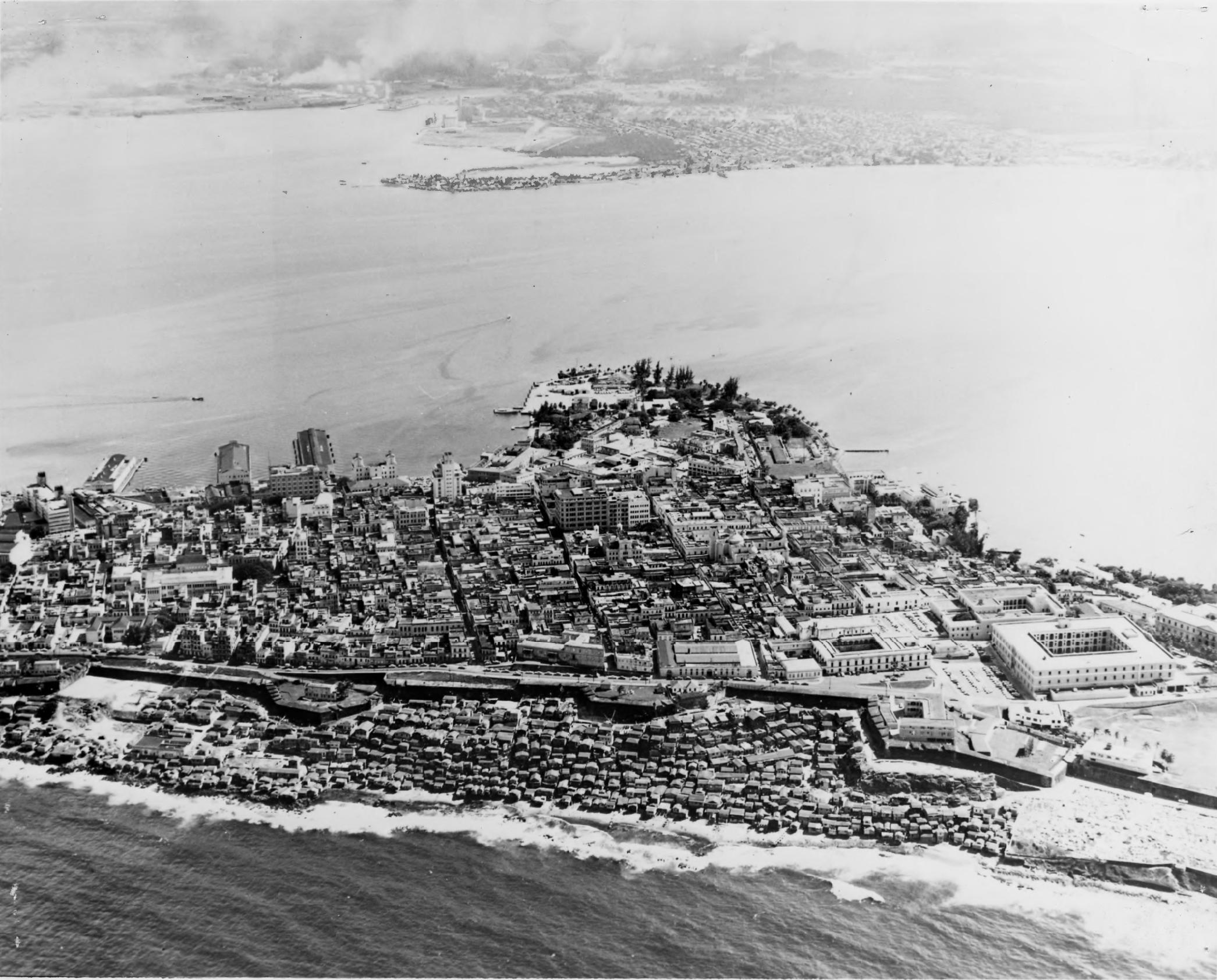
Vista aerea della Vecchia San Juan nel 1952

Si trova su una piccola e stretta isola che si trova lungo la costa settentrionale, a circa 35 miglia (56 km) dall'estremità orientale di Porto Rico, ed è collegata alla terraferma da tre ponti. È delimitata dall'Oceano Atlantico a nord e dalla baia di San Juan a sud. Su un promontorio (morro) alto circa 100 piedi (30 m), all'estremità occidentale dell'isola che domina l'ingresso del porto, si ergono i bastioni del Forte San Felipe del Morro e il suo faro.

### Clima

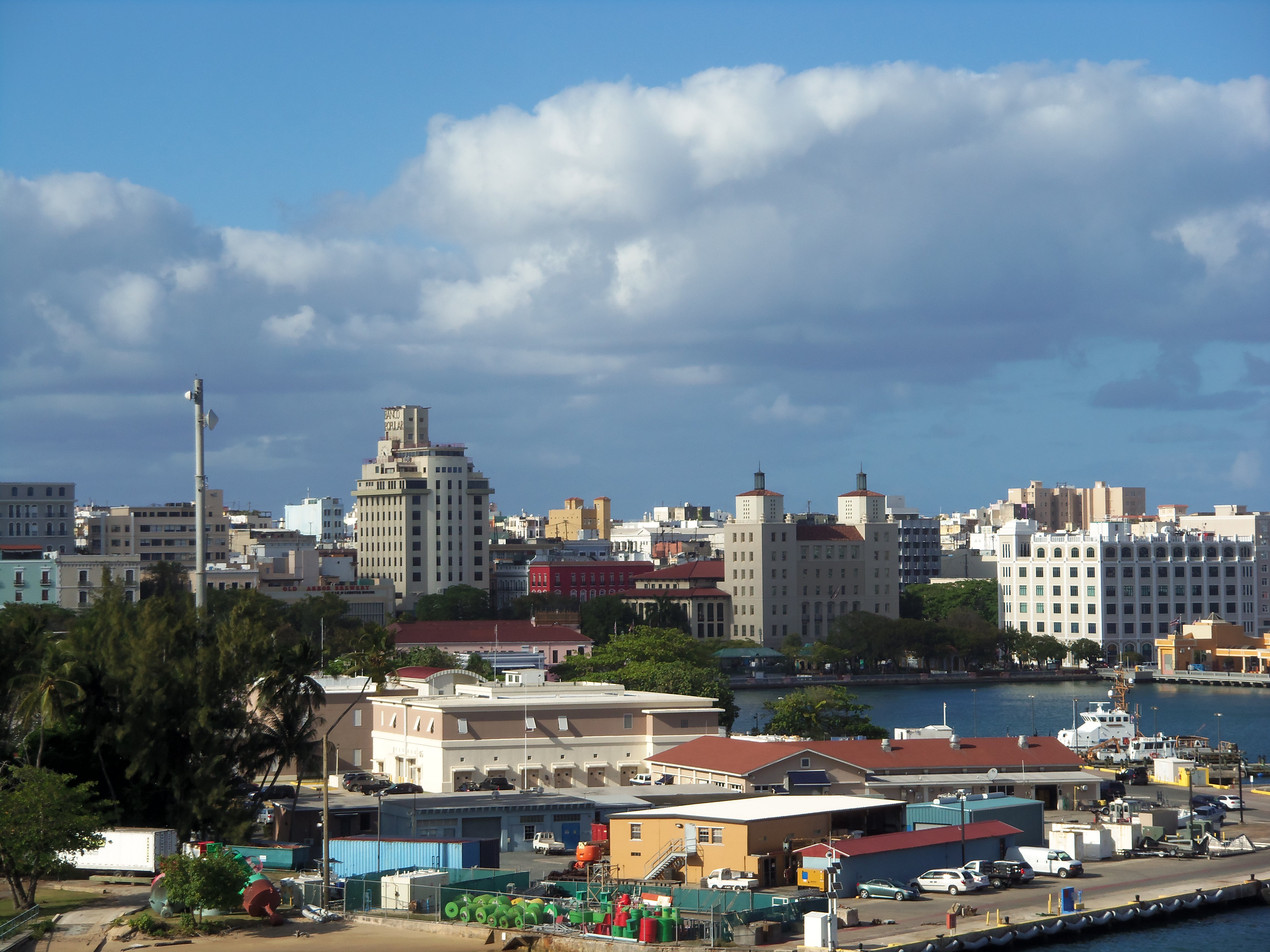
Baia di San Juan

Nella zona prevale il clima della savana. La temperatura media è di 25°C. Il mese più caldo è settembre, con 26 °C, e il più freddo è gennaio, con 23 °C. La piovosità media è di 1.329 millimetri all'anno. Il mese più piovoso è luglio, con 187 millimetri di pioggia, e il più secco è gennaio, con 32 millimetri.
| Vecchia San Juan    | Mesi | Mesi | Mesi | Mesi | Mesi | Mesi | Mesi | Mesi | Mesi | Mesi | Mesi | Mesi | Anno  |
| Vecchia San Juan    | Gen  | Feb  | Mar  | Apr  | Mag  | Giu  | Lug  | Ago  | Set  | Ott  | Nov  | Dic  | Anno  |
| ------------------- | ---- | ---- | ---- | ---- | ---- | ---- | ---- | ---- | ---- | ---- | ---- | ---- | ----- |
| T. max. media (°C)  | 25   | 26   | 28   | 28   | 28   | 26   | 28   | 28   | 28   | 28   | 25   | 24   | 26,8  |
| T. min. media (°C)  | 21   | 24   | 23   | 23   | 25   | 22   | 22   | 24   | 25   | 24   | 24   | 23   | 23,3  |
| Precipitazioni (mm) | 32   | 38   | 58   | 70   | 152  | 68   | 187  | 170  | 168  | 121  | 167  | 98   | 1 329 |

## Storia
Nel 1508, Juan Ponce de León fondò la città di Cáparra (dal nome della provincia di Cáceres in Spagna, luogo di nascita dell'allora governatore dei territori spagnoli nei Caraibi, Nicolás de Ovando). Le rovine di Cáparra sono conosciute come il settore Pueblo Viejo a Guaynabo. Nel 1509 Caparra fu abbandonata e trasferita in un luogo che all'epoca si chiamava "Porto Rico", nome che evocava quello di un porto simile delle Isole Canarie. Nel 1521 fu aggiunto il nome "San Juan" e all'insediamento originario venne dato il nome formale "San Juan Bautista de Puerto Rico", seguendo la tradizione di battezzare le città con un nome formale e con il nome originale datogli da Cristoforo Colombo, in onore di San Giovanni Battista.

### Espansione e crescita

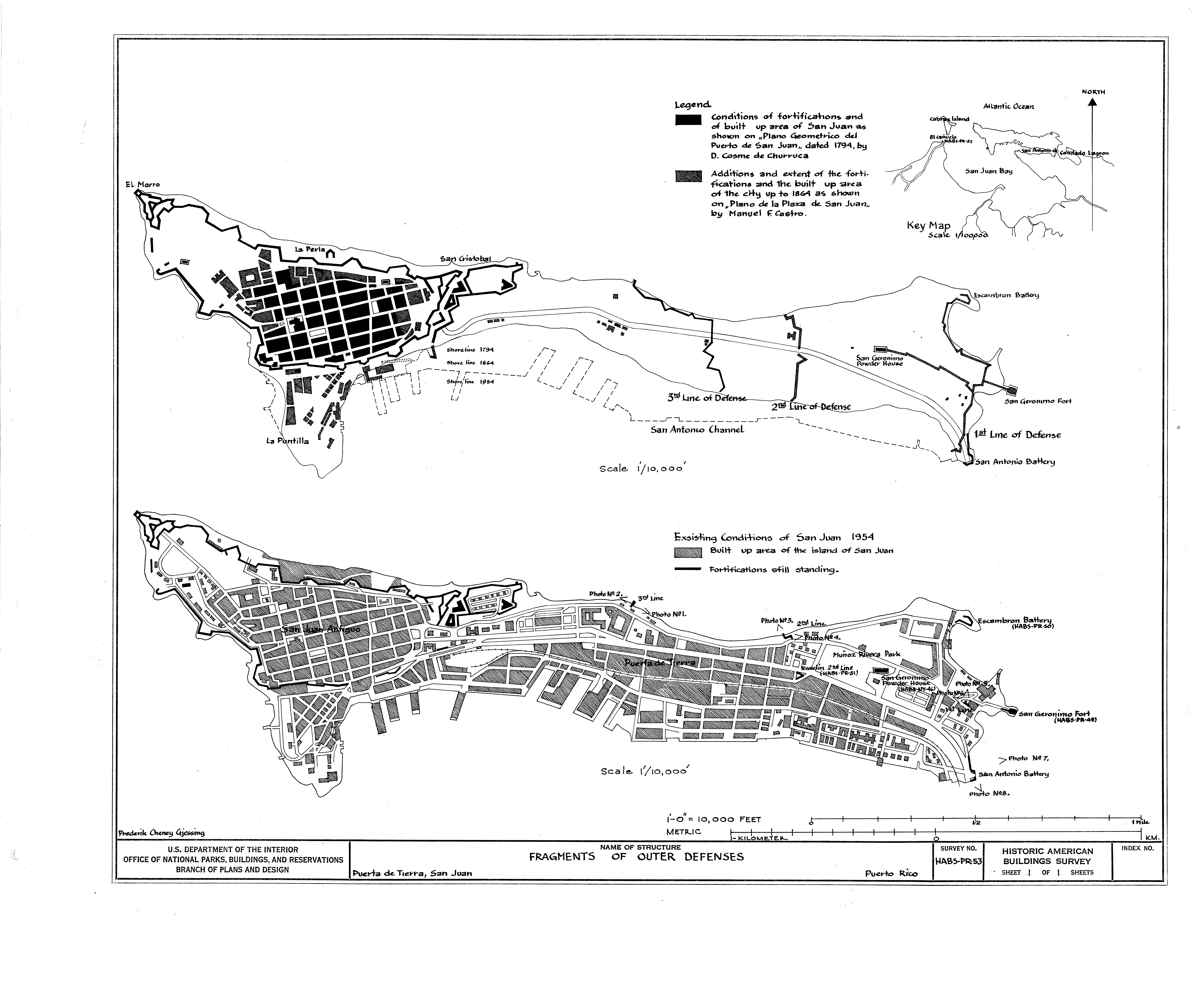
Pianta degli edifici e dell'area edificata di San Juan nel 1794 e delle aggiunte e delle aree edificate della città nel 1954

Costruita nel 1521, Casa Blanca fu la prima fortificazione dell'insediamento e la residenza dei discendenti di Juan Ponce de León fino alla metà del XVIII secolo. Prima del XIX secolo, l'area fuori dalle mura della città che occupava il lato orientale dell'isola di Old San Juan era quasi disabitata. Nel 1838, la cosiddetta zona di Puerta de Tierra contava una popolazione di 168 residenti, principalmente di origine africana. Secondo un censimento effettuato nel 1846, la popolazione era salita a 223 abitanti distribuiti in 58 case. Il 3 marzo 1865, il governo municipale di San Juan approvò una risoluzione che promuoveva l'espansione della città attraverso la Puerta de Tierra che includeva il piano di demolire le mura della città lungo il lato est. Il 28 maggio 1897 iniziò ufficialmente la demolizione del muro dopo che la regina Maria Cristina d'Austria emanò un bando. Nel 1899, la popolazione di Puerta de Tierra era aumentata a 5.453; mentre l'area comprendente l'antica città murata contava una popolazione civile di circa 18.103 abitanti.

## Denominazioni storiche
Il sito storico nazionale di San Juan è stato fondato nel 1949 per preservare le fortificazioni storiche nella Vecchia San Juan. Il sito storico è stato aggiunto al Registro nazionale dei luoghi storici nel 1966. La fortezza insieme al sito storico nazionale sono stati dichiarati patrimonio dell'umanità dall'UNESCO (Organizzazione delle Nazioni Unite per l'educazione, la scienza e la cultura) nel 1983. L'elmo (città vecchia all'interno delle mura della città) di San Juan è stato incluso nel Registro nazionale nel 1972 ed è stato designato monumento storico nazionale nel 2013.

## Monumenti e luoghi d'interesse

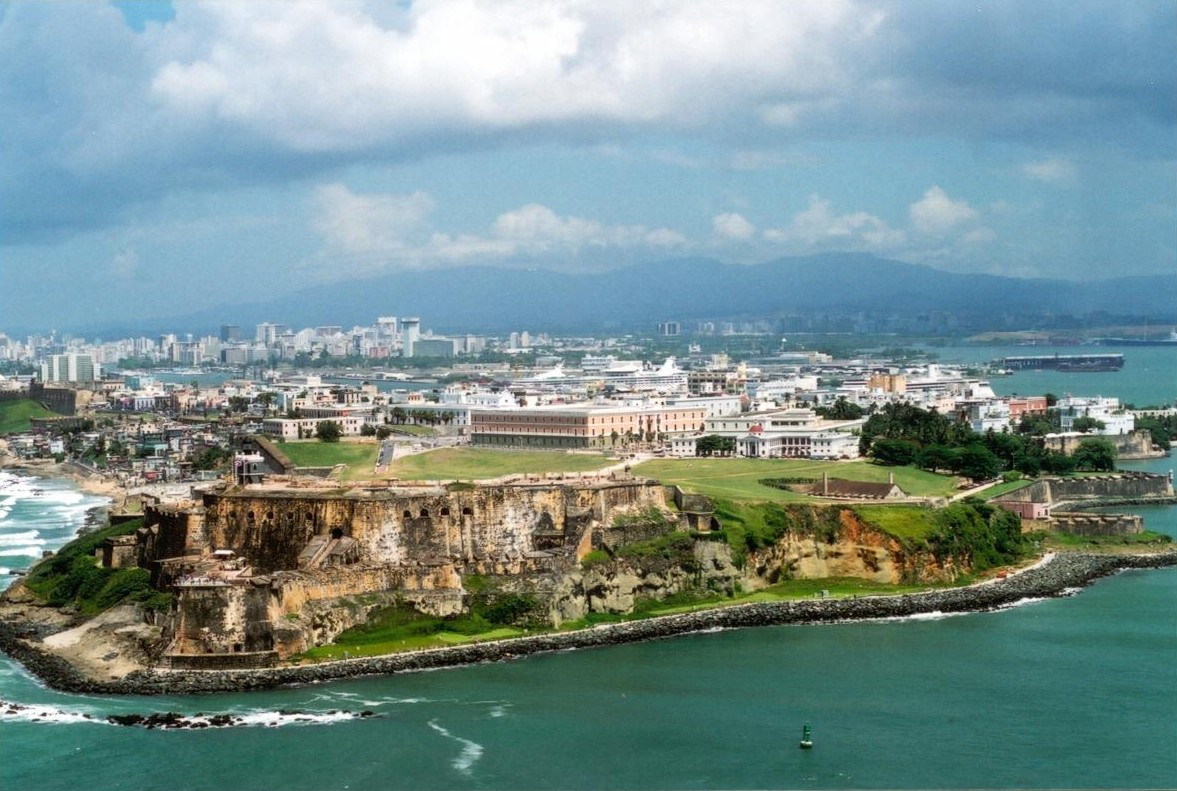
Veduta aerea del Castillo San Felipe del Morro nella Vecchia San Juan

Le parti più antiche del quartiere della Vecchia San Juan rimangono parzialmente circondate da massicce mura e fortificazioni. Alcuni di questi, come il Castillo San Felipe del Morro, il Forte San Cristóbal, il Fortín de San Gerónimo e il Palacio de Santa Catalina (noto anche come La Fortaleza), fungevano da principale difesa della città che fu soggetta a numerosi attacchi. Quest'ultima continua a funzionare come residenza esecutiva del Governatore.

### Architetture religiose

#### Cattedrale di San Giovanni Battista

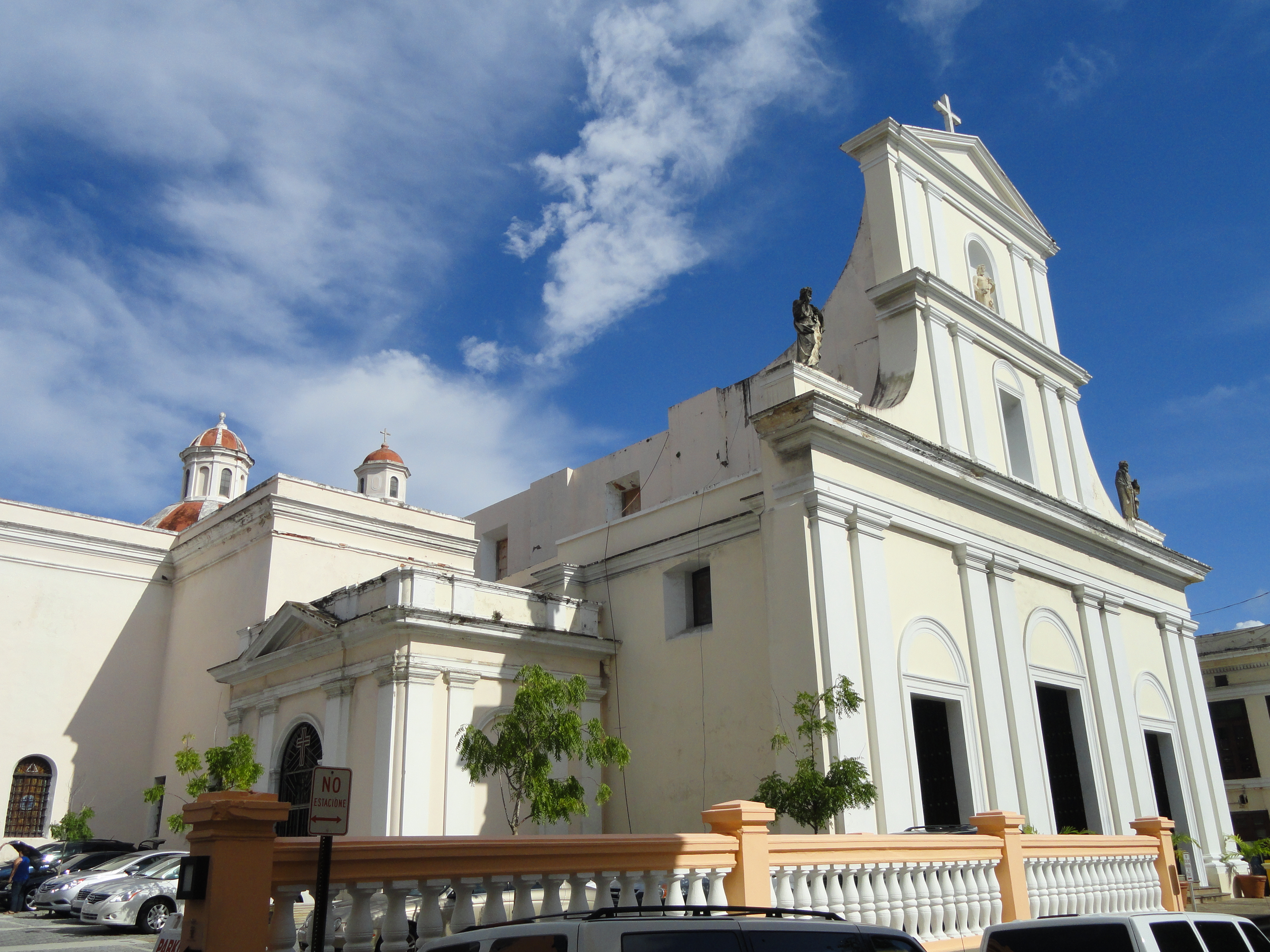

La Cattedrale di San Giovanni Battista, situata all'interno della città murata di Old San Juan, è la seconda cattedrale più antica dell'emisfero occidentale, e la sua costruzione in stile neoclassico risale al 1529.
Attualmente sede dell'Arcidiocesi di San Juan, la Chiesa è stata nominata Basilica minore da Papa Paolo VI il 25 gennaio 1978, su richiesta del Cardinale Luis Aponte Martínez, arcivescovo di San Juan. Contiene i resti dell'esploratore e conquistatore Juan Ponce de León, nonché del martire San Pío. Contiene alcune reliquie come quelle degli ornamenti e dei paramenti indossati da Papa Giovanni Paolo II durante la sua visita a Porto Rico nel 1984.

#### Chiesa di San Giuseppe

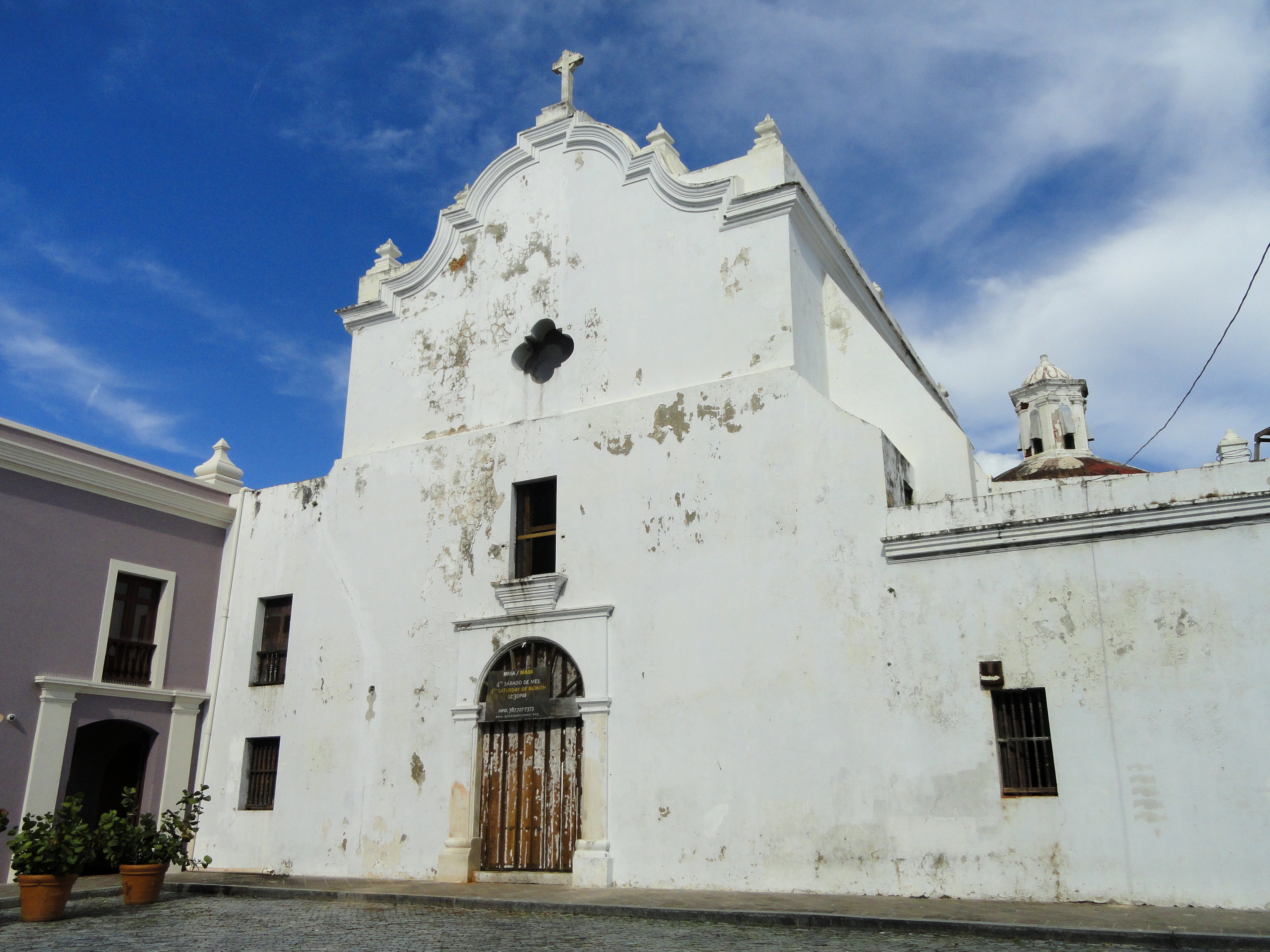

La chiesa fu costruita dal 1532 al 1735 dall'Ordine Domenicano come parte del Monastero di Sant'Aquino. Il nome attuale gli fu dato dai Gesuiti quando presero il controllo del monastero nel 1865. La Chiesa di San José è una delle prime opere architettoniche importanti dell'isola, ed è uno dei primi esempi di architettura gotica spagnola del XVI secolo nell'emisfero occidentale.

#### Altre chiese

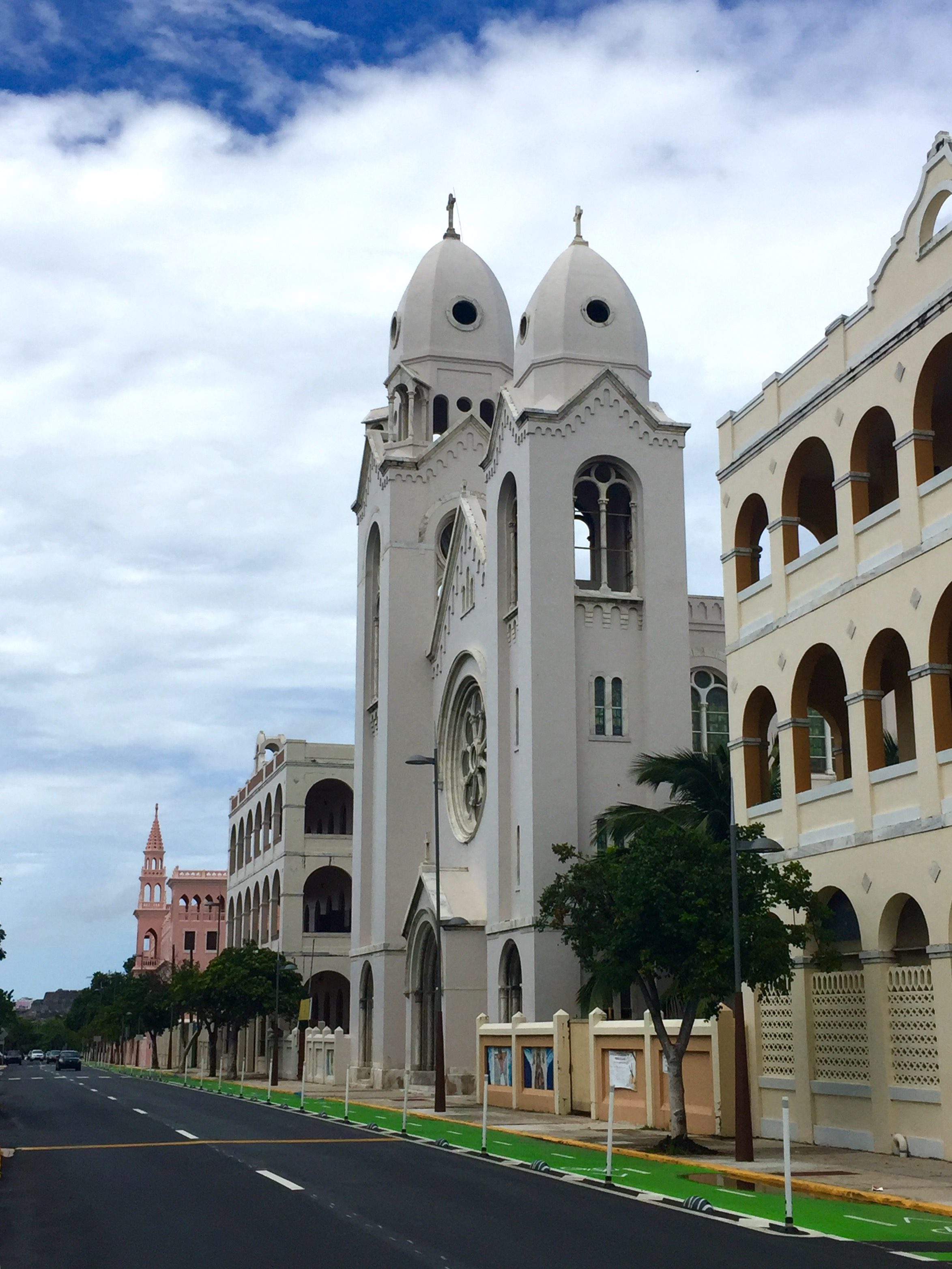
Parroquia San Agustín

- Convento de Santo Tomás de Aquino
- Parroquia San Francisco de Asís
- Parroquia San Agustín
- Capilla San Conrado
- Capilla Santa Ana

### Architetture civili

#### Il Convento
Il Convento è un antico convento carmelitano che fu inaugurato come Monastero di Nuestra Señora del Carmen de San José nel 1651, e si trova di fronte alla Cattedrale di San Juan Bautista. Il 9 dicembre 1903 fu chiuso dall'Arcivescovo di San Juan.
Nel 1959, sotto gli auspici dell'Operazione Hands, Robert Frederick Woolworth, erede della fortuna Woolworth, trasformò il Convento dei Carmelitani nell' "Hotel El Convento" e nel gennaio 1962 l'hotel aprì le sue porte. Oggi, dopo un importante restauro negli anni '90, è il lussuoso Hotel El Convento.

#### Paseo de La Princesa
Il Paseo de la Princesa è una spianata del XIX secolo alla periferia e lungo le mura della città. È dedicato alla principessa delle Asturie Isabella II (futura regina di Spagna). Fiancheggiata da lanterne antiche, alberi, statue, panchine, carretti di frutta e artisti di strada, questa passeggiata romantica termina con la magnifica Fontana di Raíces, una splendida scultura e gioco d'acqua che rappresenta l'eclettica eredità taíno, africana e spagnola dell'isola. Qui si trova anche la sede della Compagnia del Turismo di Porto Rico.

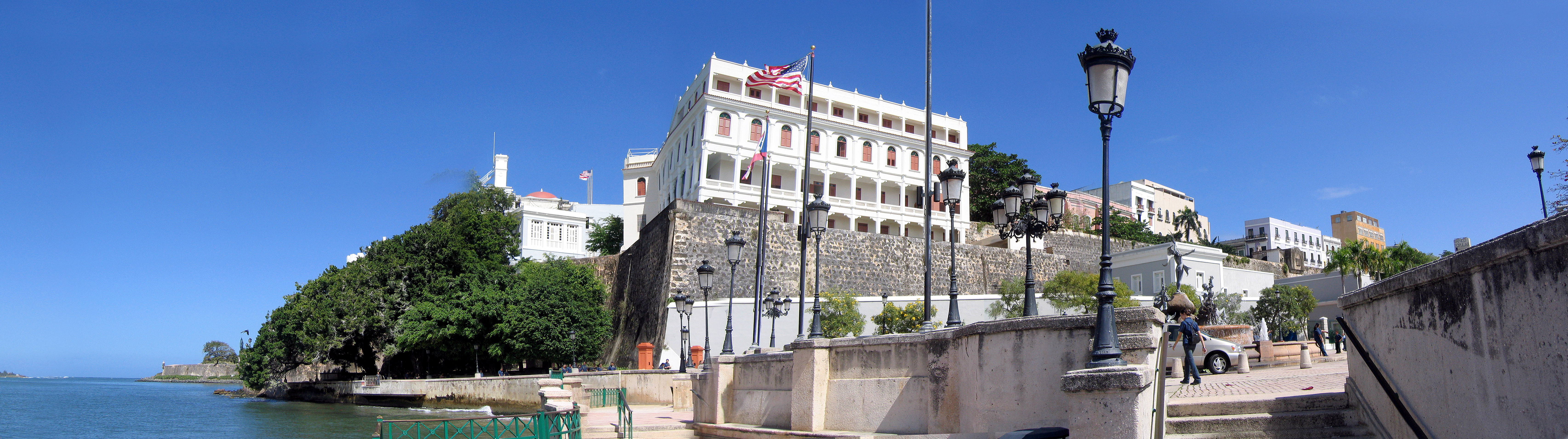
Paseo de La Princesa

#### Il Campidoglio

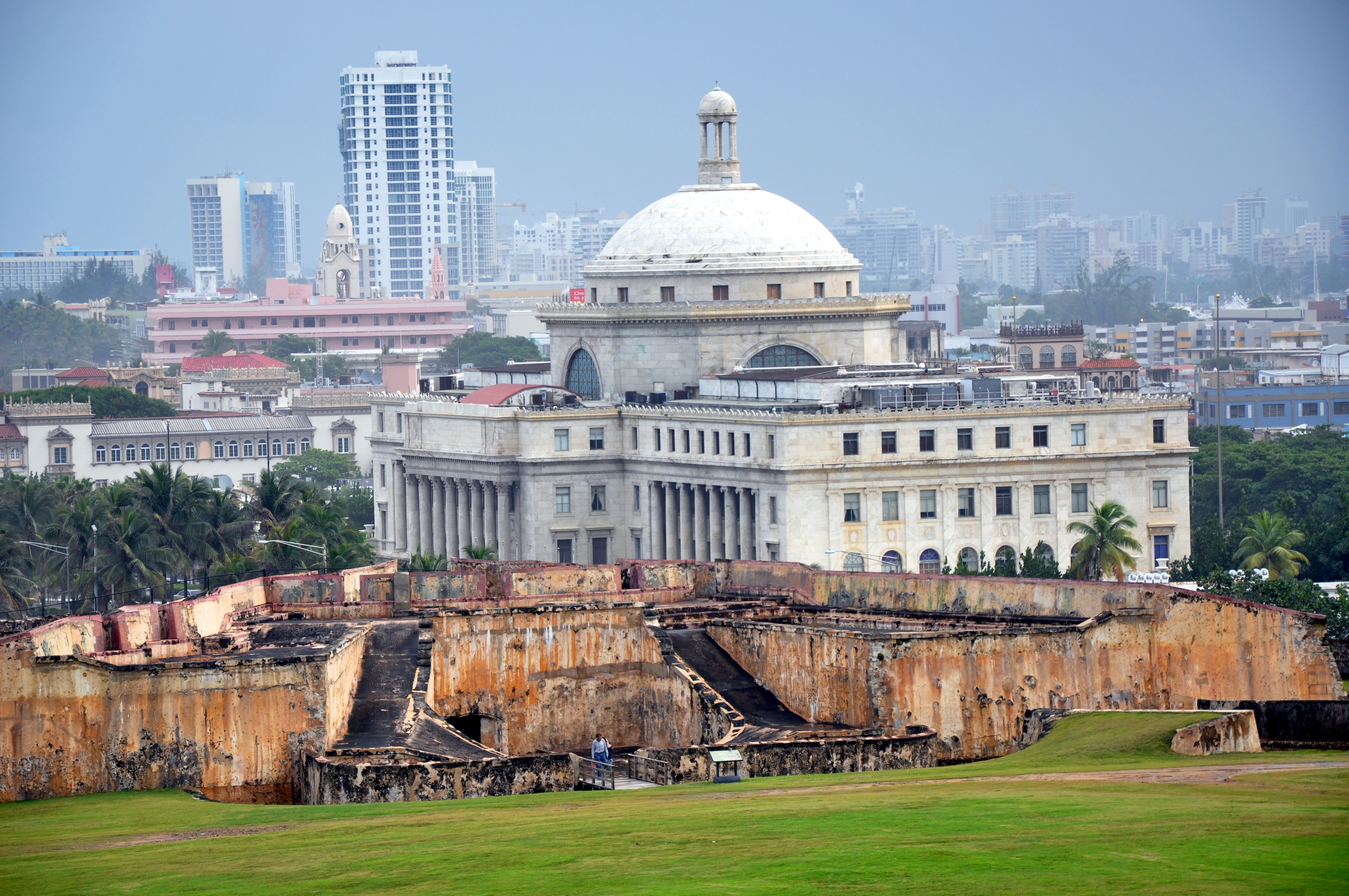

Il Campidoglio di Porto Rico, inaugurato nel 1929, si trova fuori dalla città murata della Vecchia San Juan, ed è la sede dell'assemblea legislativa, composta dalla Camera dei Rappresentanti e dal Senato.

### Architetture militari

#### Castillo San Felipe del Morro

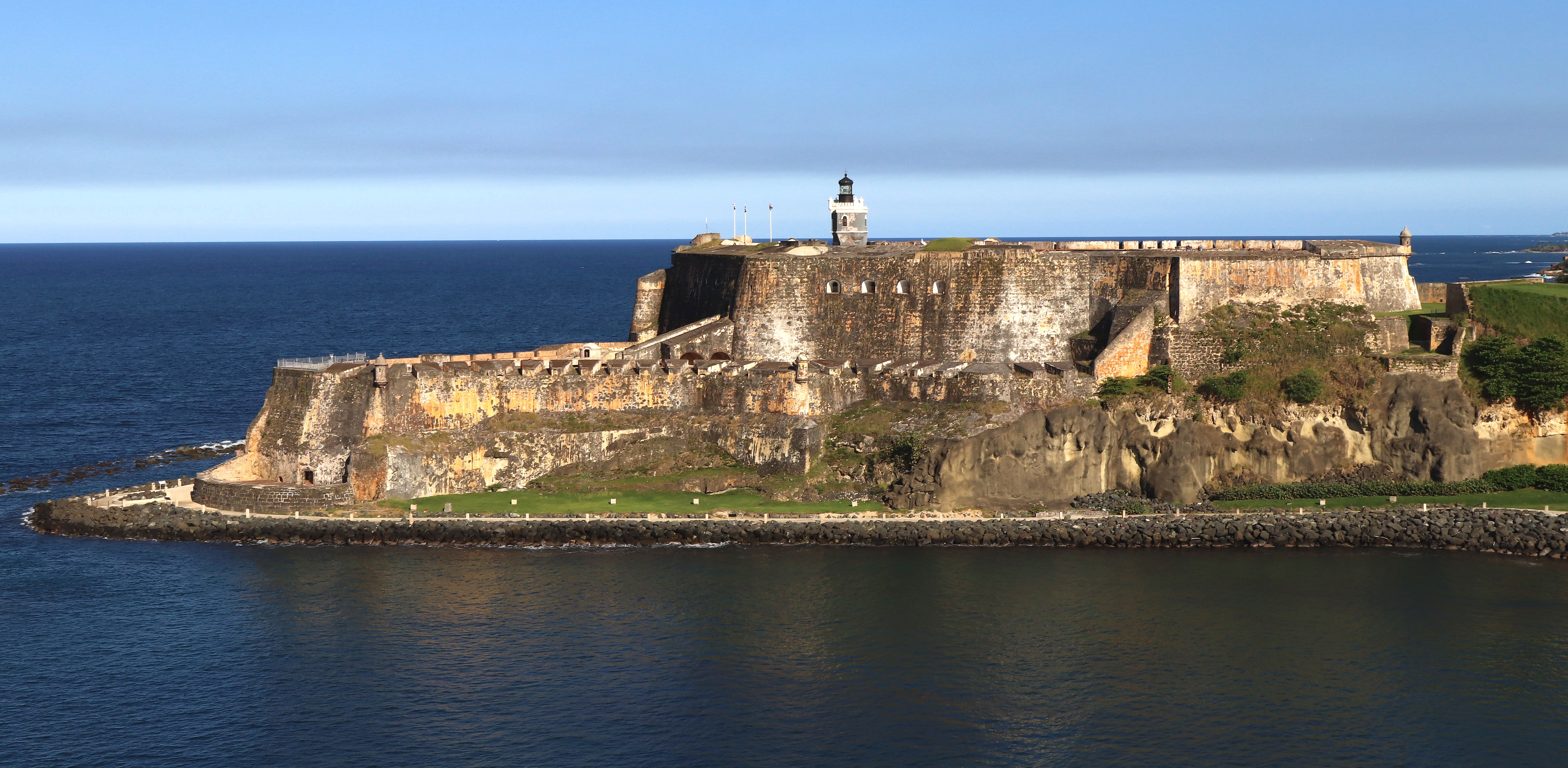

Costruito dai coloni spagnoli nel 1540 per difendere la città dagli attacchi navali, il castello (o forte) è un esempio di architettura militare del periodo coloniale. La sua posizione sopraelevata offre una vista strategica sulla baia di San Juan, permettendo di monitorare eventuali minacce.
Il castello è caratterizzato da mura spesse, bastioni, torri e una rete di passaggi sotterranei. Durante i secoli, ha resistito a numerosi assedi, tra cui quelli degli olandesi e dei britannici. Nel 1846 è stato aggiunto un faro per guidare le navi nel porto.

#### Castillo de San Cristóbal

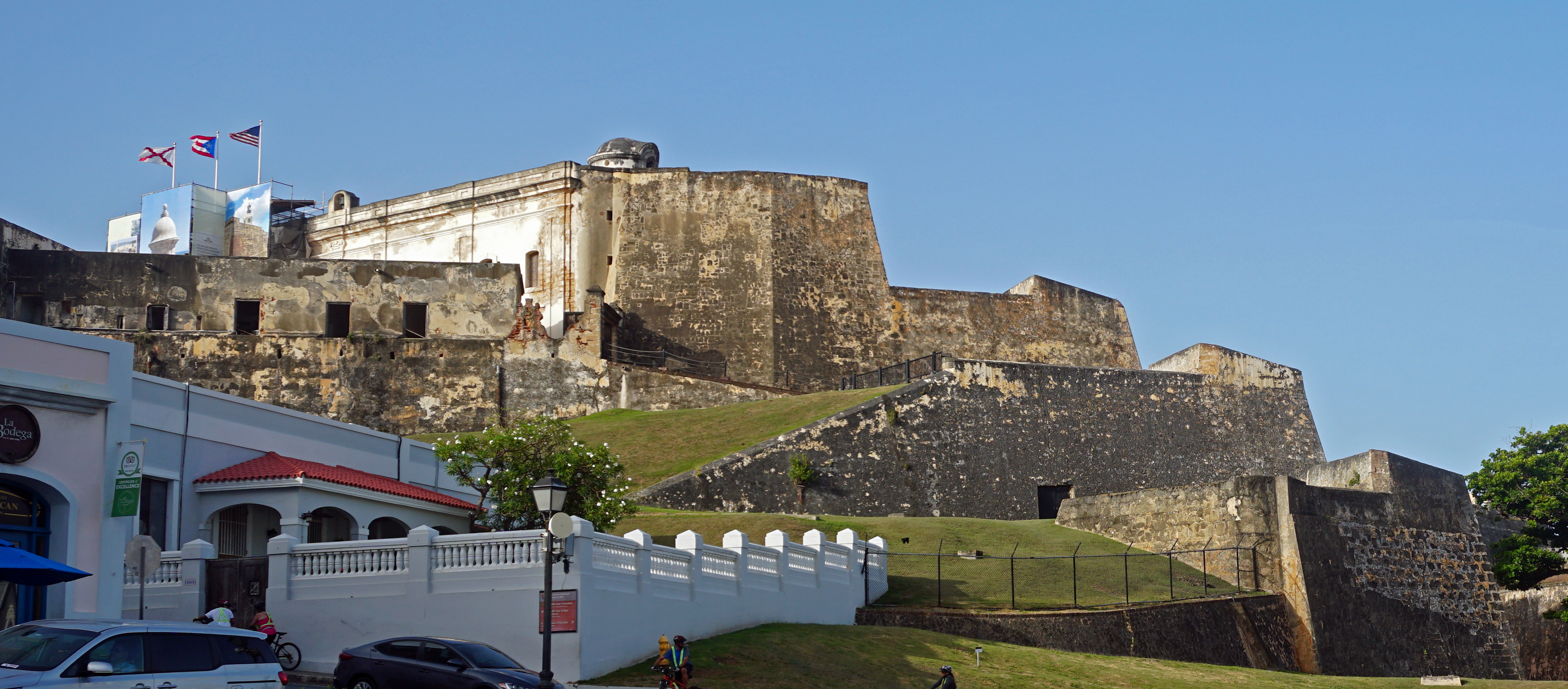

Il castello fu costruito durante il regno di Filippo IV di Spagna, in risposta ai crescenti timori di attacchi via terra. La costruzione si protrasse per decenni, con ampliamenti che si susseguirono fino alla fine del XVIII secolo. La sua funzione primaria era difensiva, sia contro gli attacchi di pirati che contro le incursioni militari straniere.

#### Bastión de San Agustín

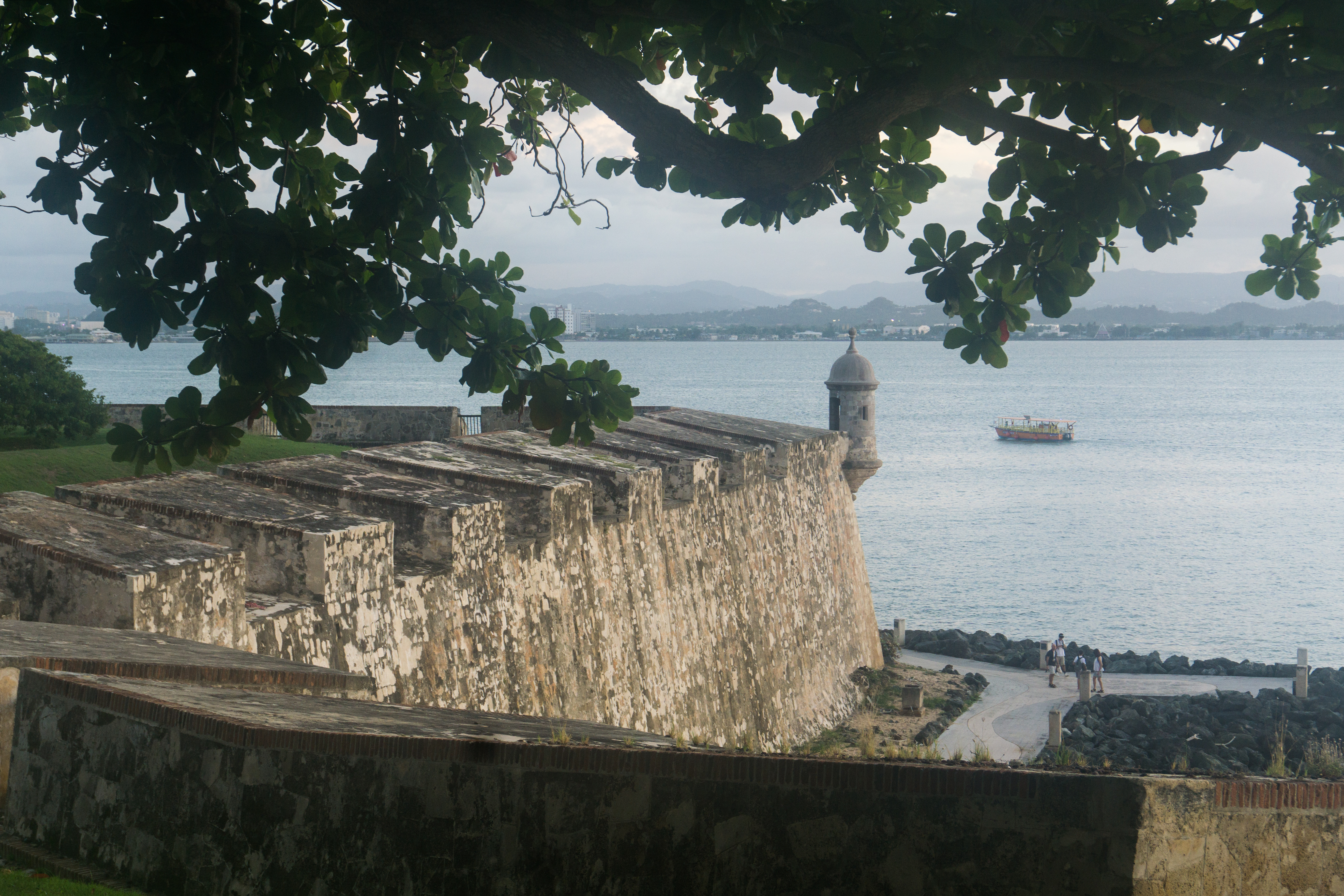

Il bastione fu costruito nel 1670 come parte delle mura difensive della città di San Juan. Il nome deriva dal vicino Convento, tutt'ora in quella zona. La sua costruzione faceva parte di un ampio progetto volto a rafforzare le difese di San Juan, poiché la città era vulnerabile agli attacchi provenienti dal mare e dall'entroterra.

#### Puerta de San Juan

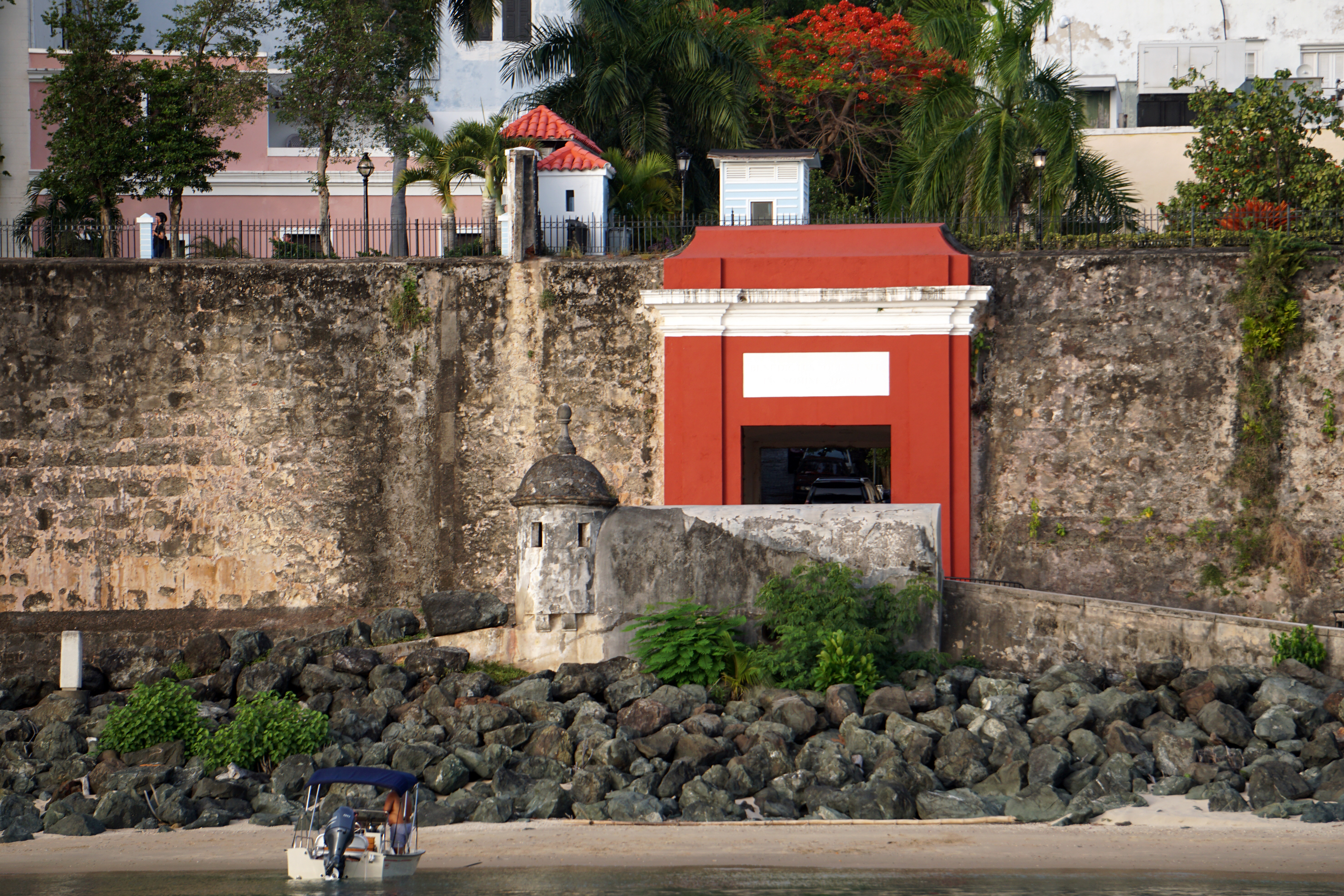

La porta fu costruita nel 1634 come parte delle mura difensive che circondavano la città. Queste mura furono progettate per proteggere la città dagli attacchi di pirati, corsari e flotte nemiche, che erano una minaccia costante nell'era coloniale. La porta era l'ingresso principale per coloro che arrivavano via terra e costituiva un punto di collegamento tra il cuore della città e l'entroterra.

#### Las Murallas

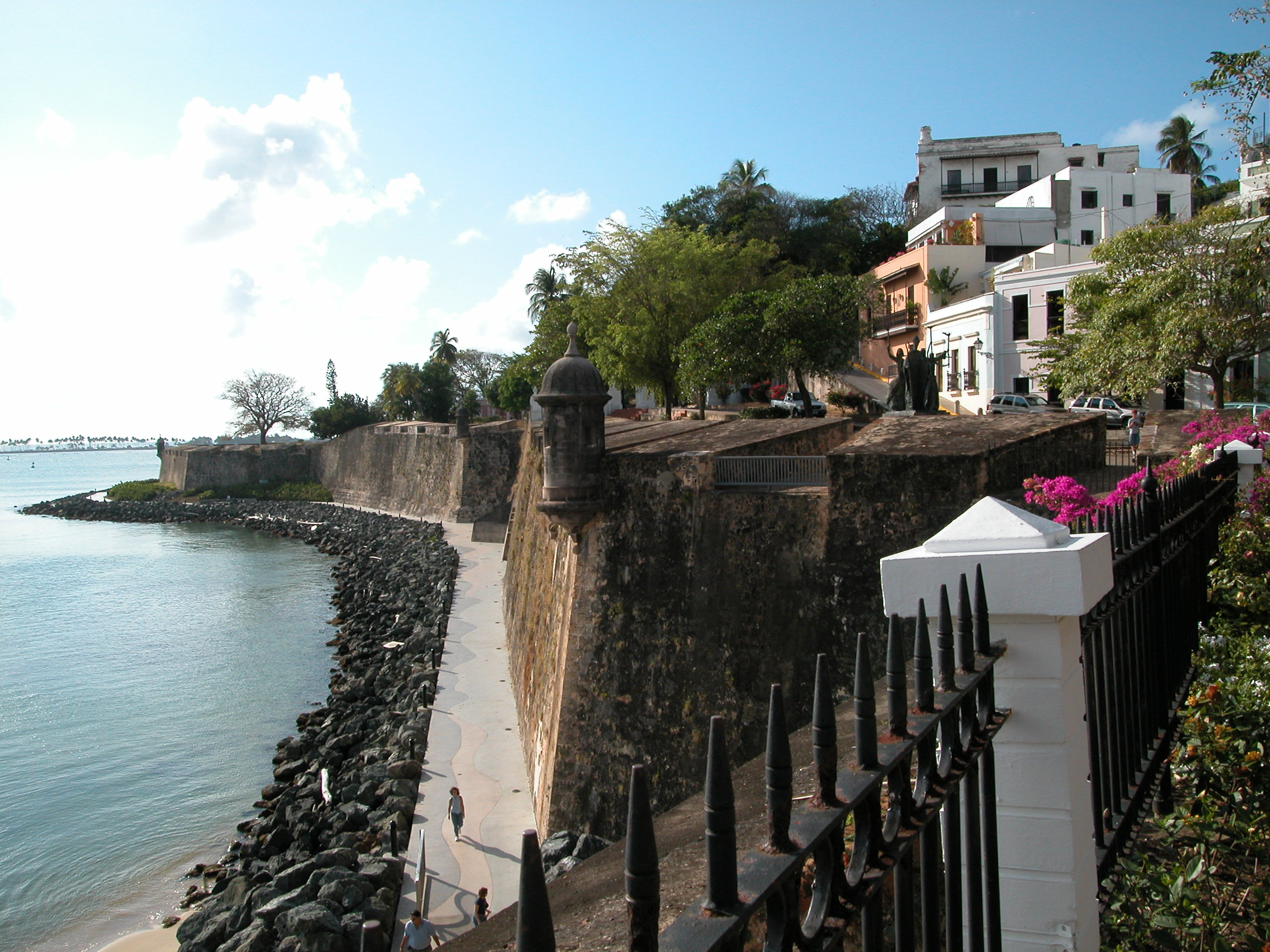

Le mura furono costruite principalmente tra il 1500 e il 1700, durante il periodo di dominio spagnolo, in risposta alla crescente minaccia di attacchi da parte di pirati, corsari e potenze straniere, come gli inglesi e i francesi. La città, essendo un importante porto commerciale, era vulnerabile a incursioni e attacchi via mare e via terra. Pertanto, fu deciso di costruire una serie di fortificazioni per difendere la città.
Le prime mura furono costruite nel 1521, ma furono ampliate e rinforzate nel corso dei decenni, in particolare dopo l’assalto fallito delle forze inglesi nel 1595. Le murallas si estendono per circa 5 chilometri intorno alla città vecchia e includono bastioni, torri di osservazione, porte fortificate e forti militari.

### Vie e piazze

#### Calle del Cristo

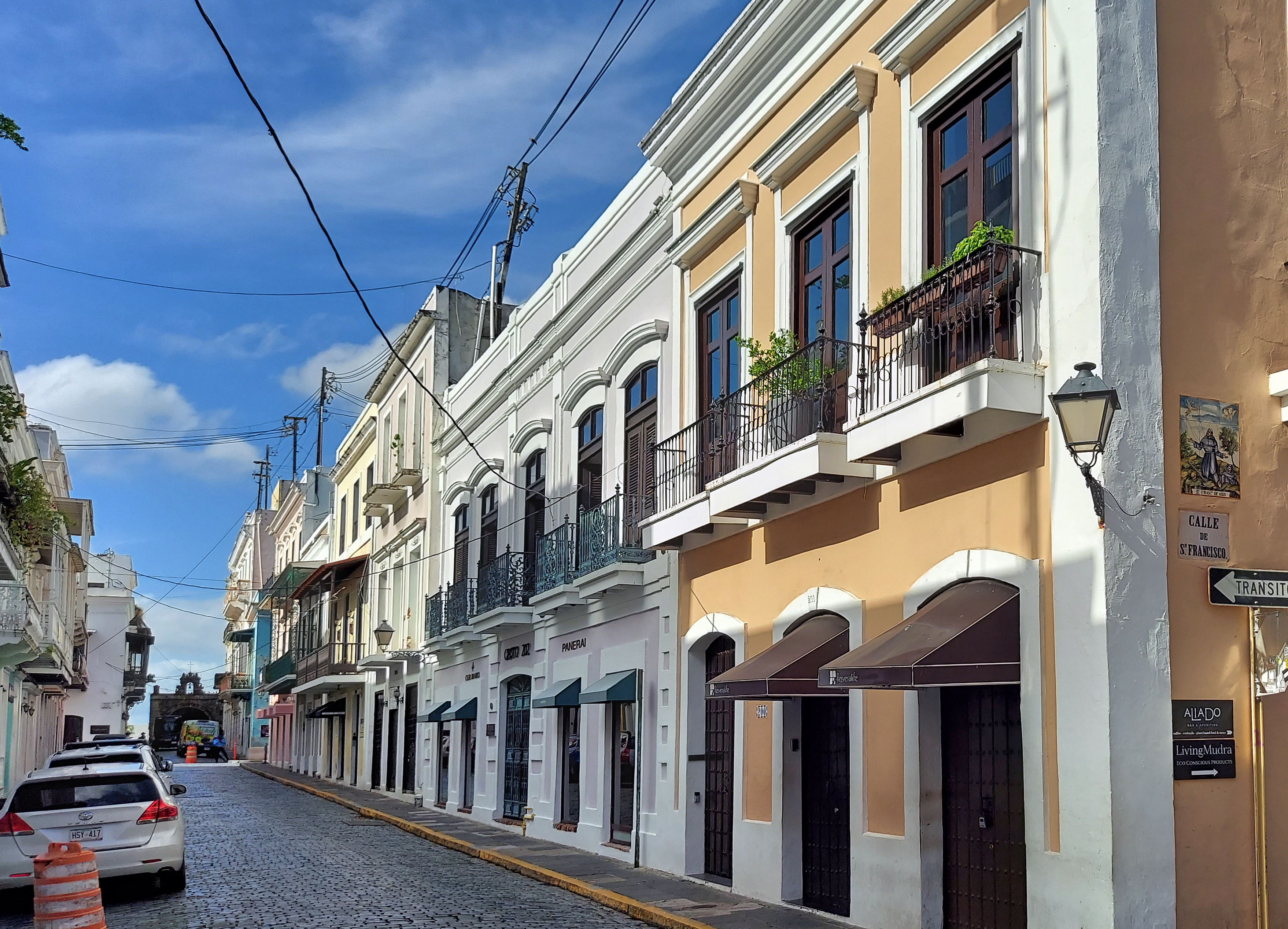

Una delle strade più iconiche, è conosciuta per i suoi edifici coloniali ben conservati e per la sua importanza storica. La strada prende il nome dalla chiesa, situata al termine della via.
È una via pedonale, molto frequentata dai turisti per le sue boutique, gallerie d'arte e ristoranti.

#### Calle San Sebastián

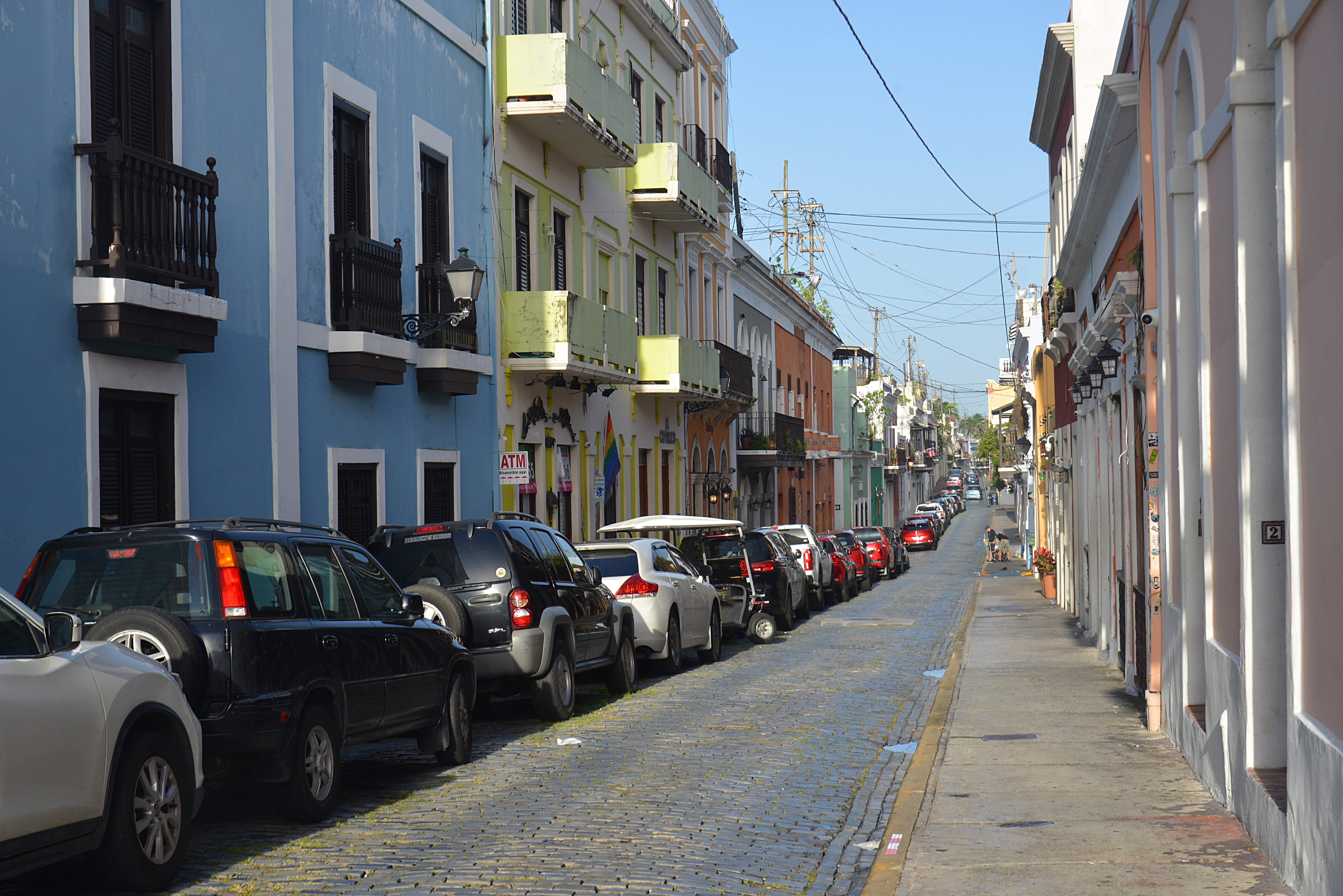

Questa via è famosa per i suoi ristoranti, bar e locali notturni. Ogni anno, durante il mese di gennaio, la Fiesta de la Calle diventa una delle più grandi e vivaci celebrazioni di Viejo San Juan.
La strada è anche una delle più antiche della città, con edifici che riflettono l'architettura coloniale.

#### Calle Fortaleza

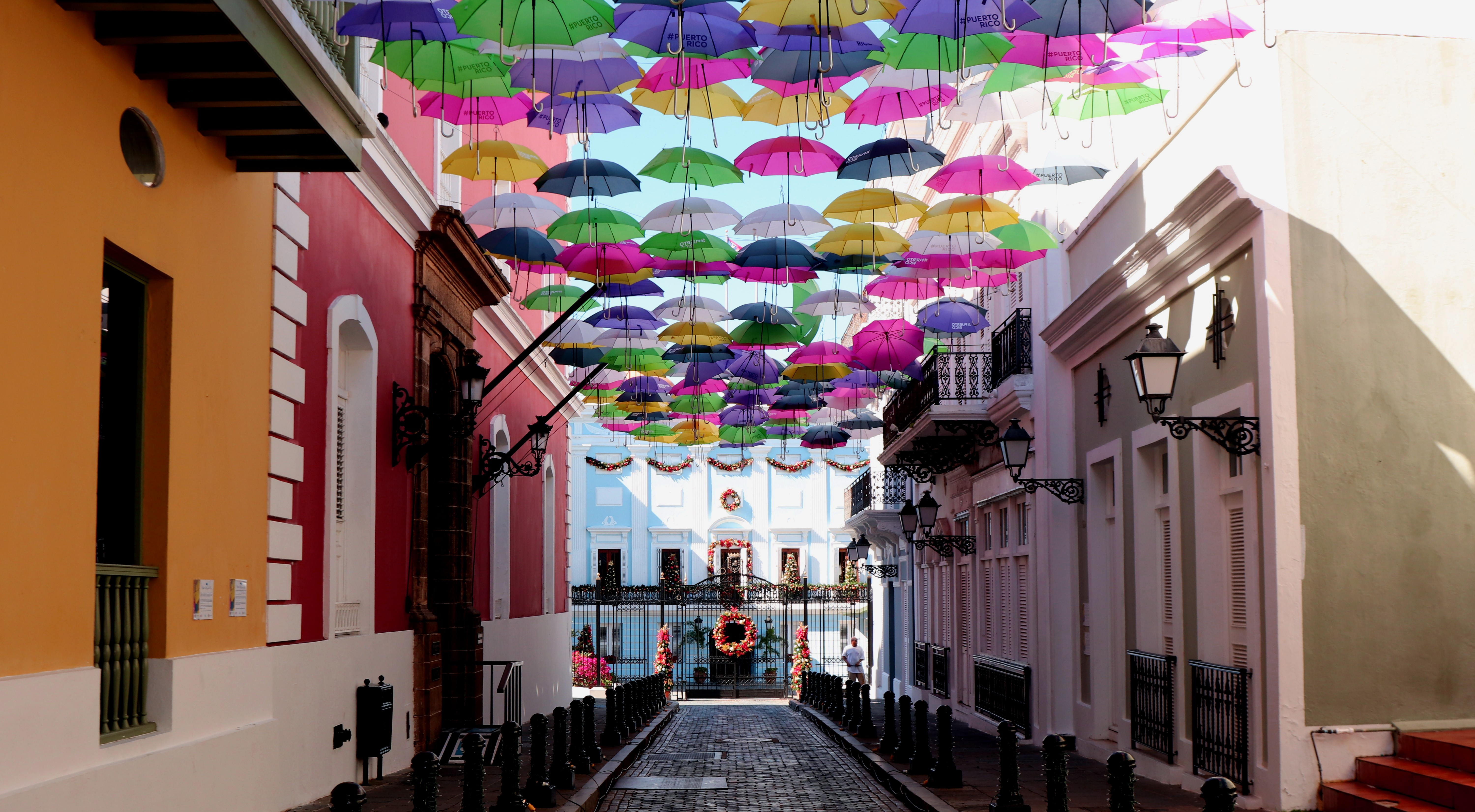

Una delle vie più storiche della città, collega La Fortaleza (da cui prende il nome), residenza del governatore di Porto Rico, al resto della città. Oltre al valore storico, questa strada ospita numerosi negozi di artigianato, ristoranti e musei.
Questa via è stata testimone di eventi storici significativi ed è particolarmente nota per l'architettura coloniale spagnola.

#### Calle Tetuán

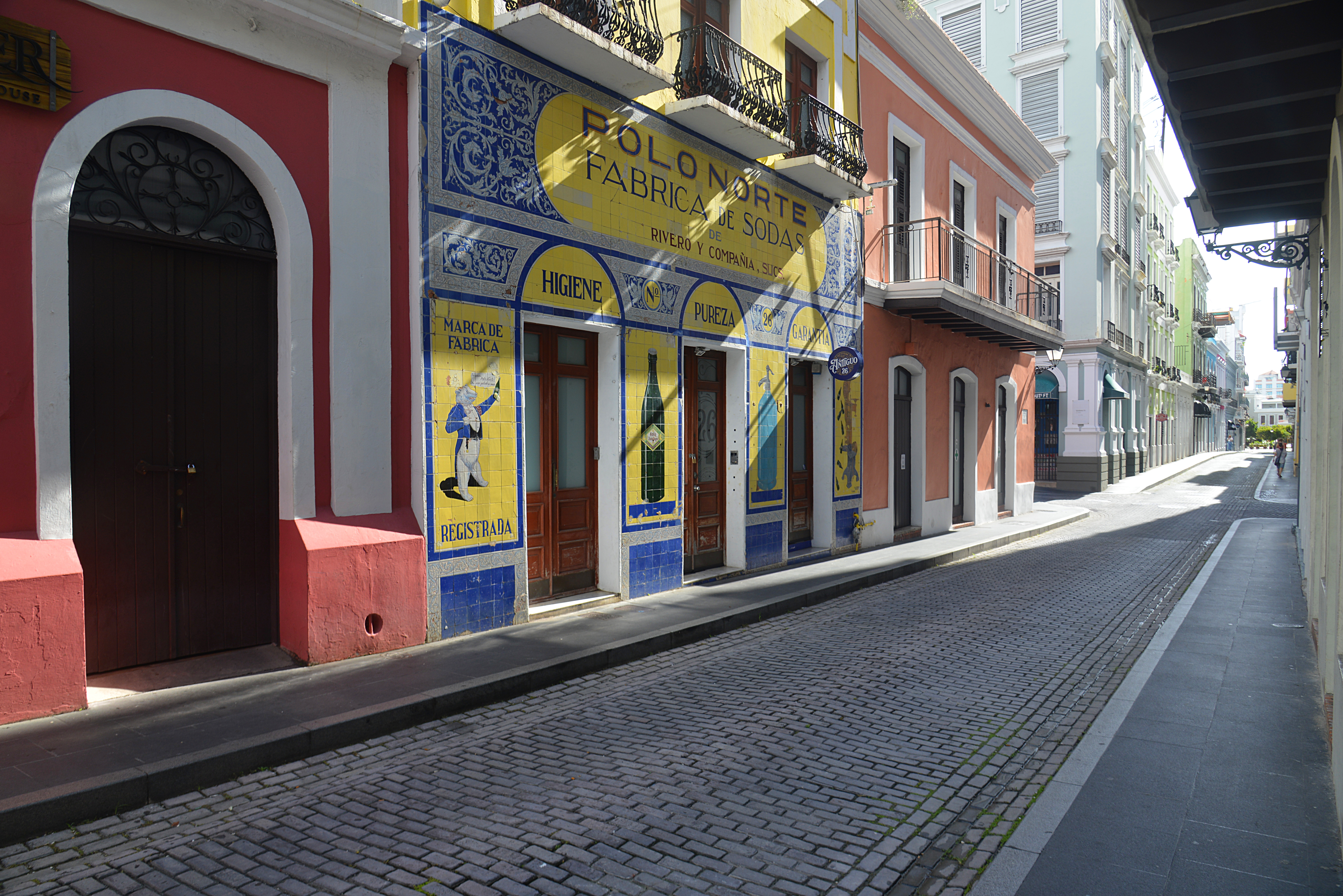

Un'altra strada di grande importanza storica, è conosciuta per i suoi edifici storici, che spaziano dal periodo coloniale a quelli più moderni. È una delle principali arterie commerciali di Viejo San Juan.

#### Calle de la Luna

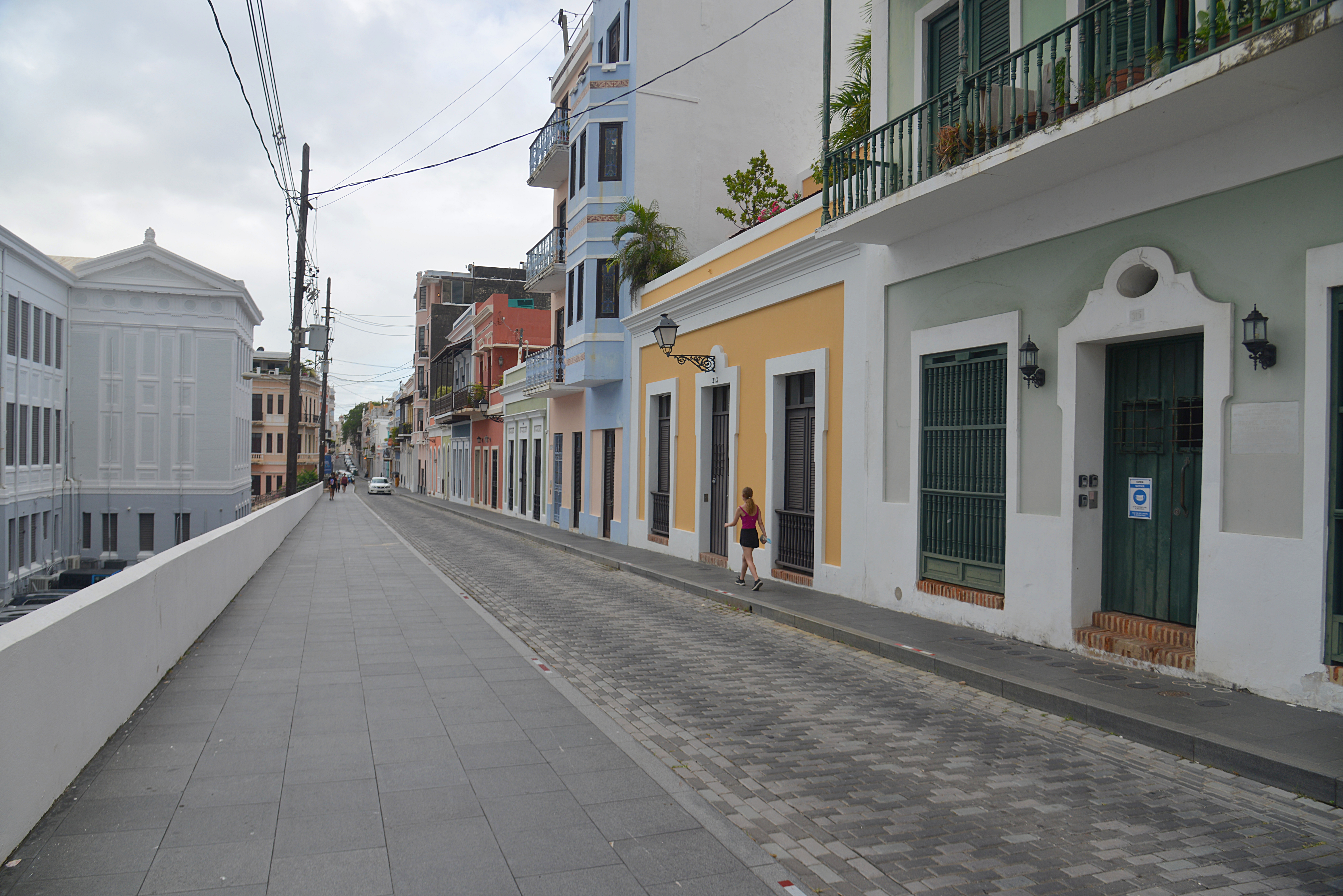

Una delle strade più pittoresche della città, è famosa per i suoi cobblestones e l'atmosfera intima. La via è spesso meno affollata rispetto alle altre, ma è un angolo perfetto per passeggiare e ammirare l'architettura storica.

#### Plaza de Armas

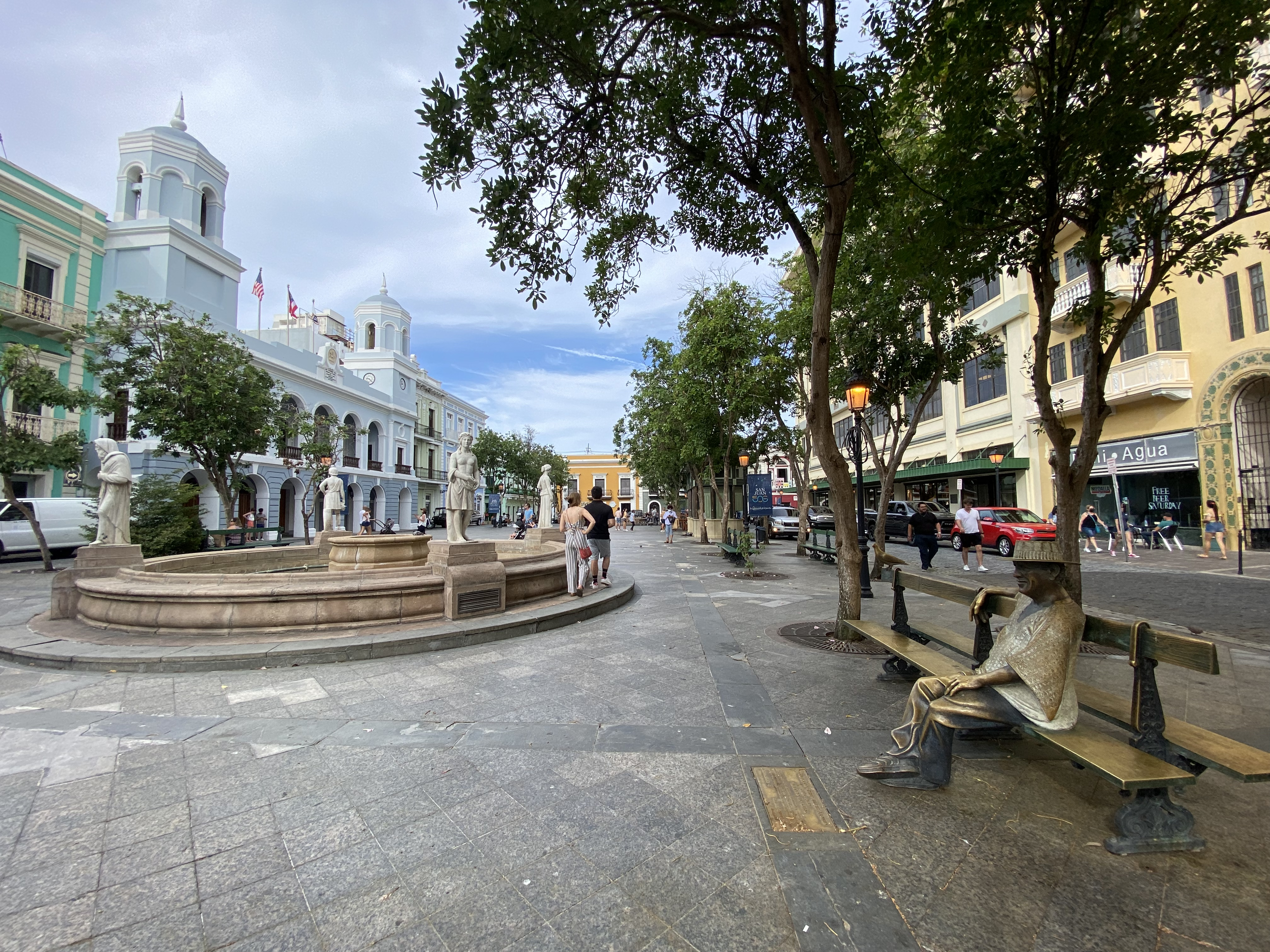

Questa è la piazza principale di Viejo San Juan e rappresenta il cuore della città. Fu originariamente utilizzata come spazio per le parate e le cerimonie ufficiali. Oggi è un punto di incontro per i turisti e i locali.
Al centro della piazza si trova una grande fontana, ed è circondata da importanti edifici storici, tra cui l'Hotel de la Raíz e la Casa de la Cultura.

#### Plaza de la Catedral

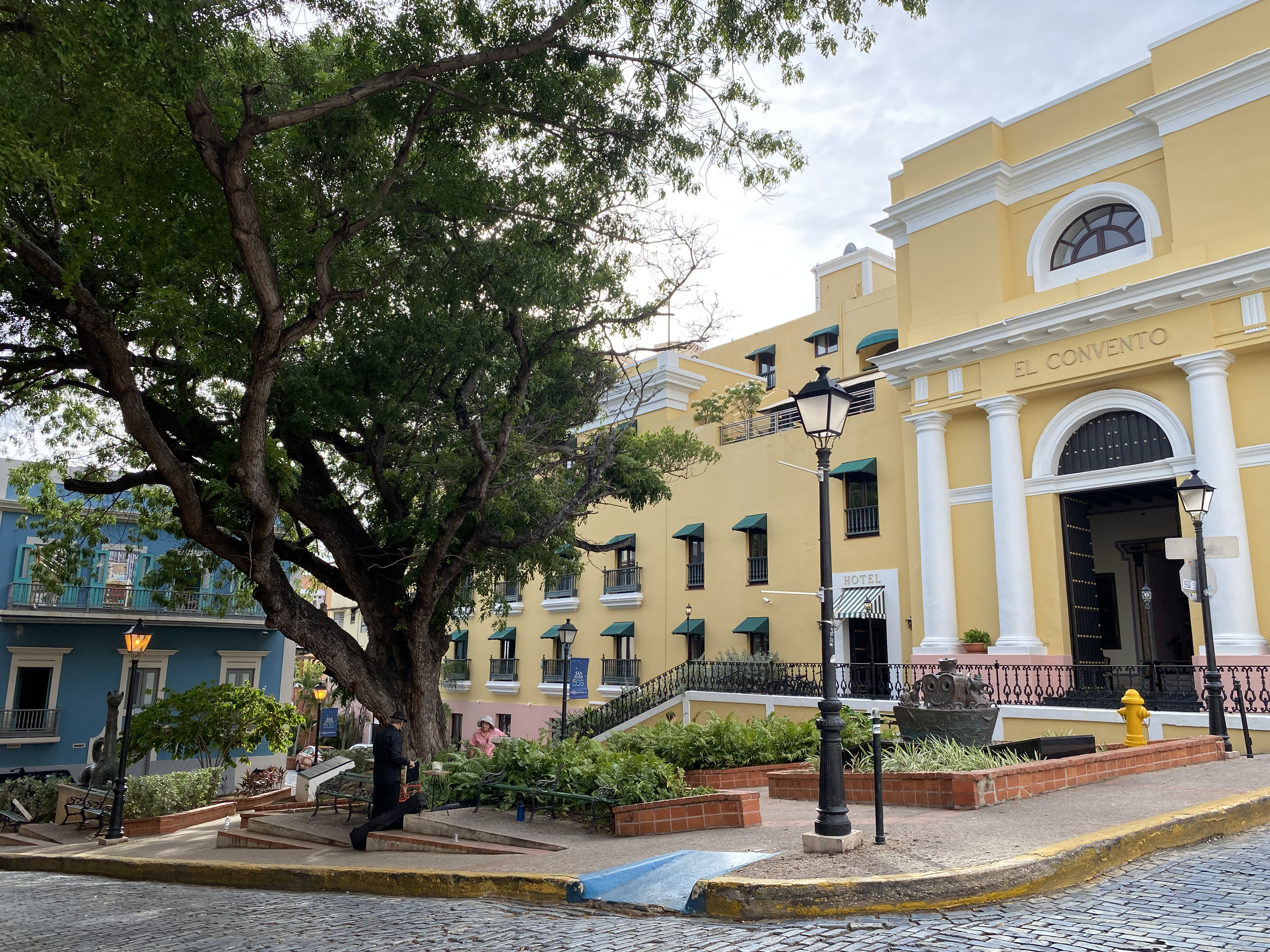

Situata di fronte alla Cattedrale di San Giovanni Battista, è una delle piazze più storiche e religiose di San Juan. La cattedrale, una delle chiese più antiche delle Americhe, si trova sul lato della piazza, ed è un luogo di grande importanza storica e culturale.
La piazza è anche un luogo di raccoglimento sociale e spirituale, con panchine per i visitatori e un'atmosfera tranquilla.

#### Plaza Colón

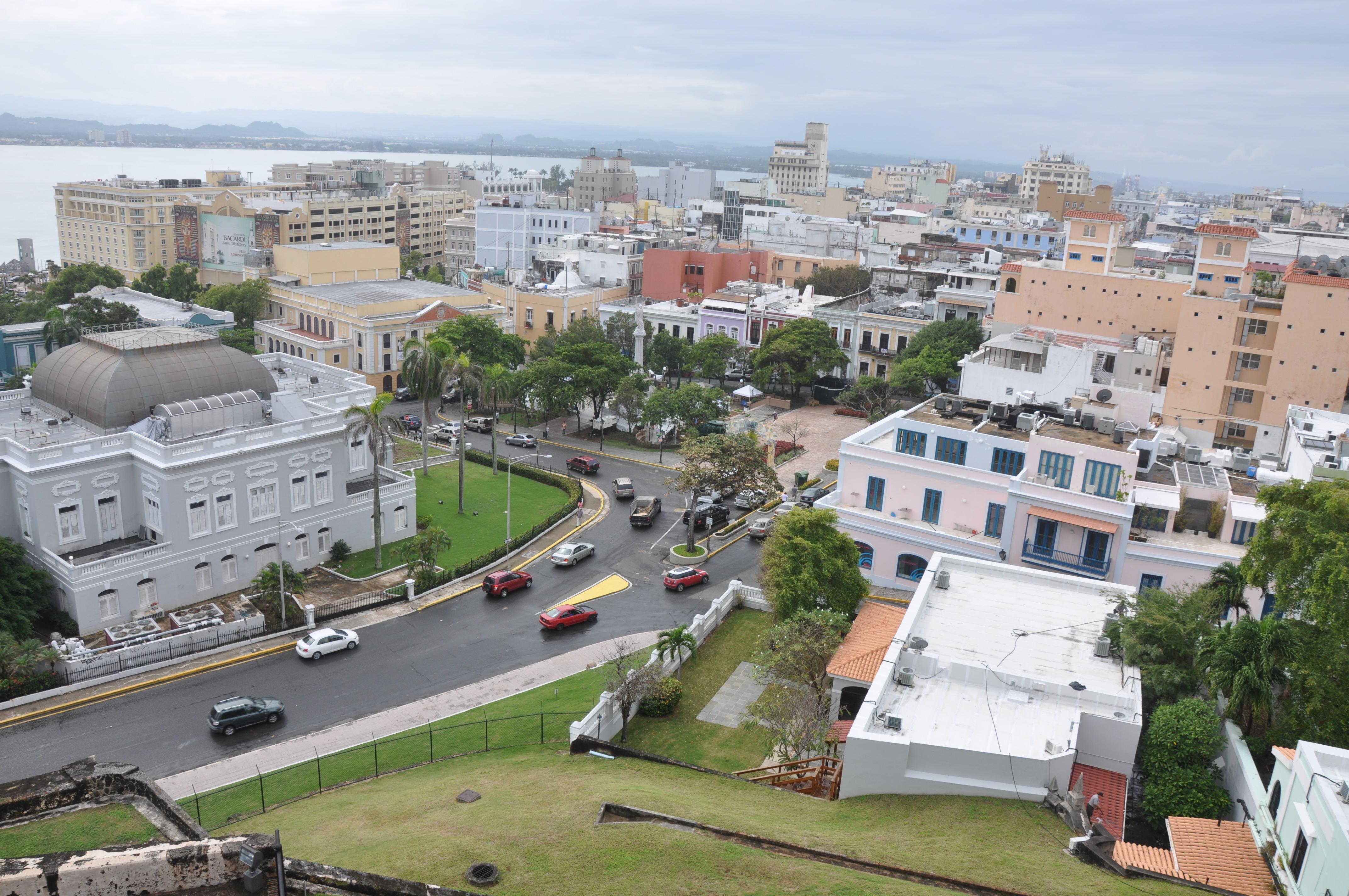

Situata in un'altra parte di Viejo San Juan, questa piazza è dedicata a Cristoforo Colombo. Il monumento a Colombo, situato al centro della piazza, è una statua equestre che celebra il famoso esploratore genovese. La piazza è un importante punto di riferimento, ed è un luogo ideale per passeggiare, sedersi sulle panchine e osservare l'architettura circostante, che riflette l'influenza coloniale spagnola e l'evoluzione della città nel corso dei secoli.

#### Plaza de la Rogativa

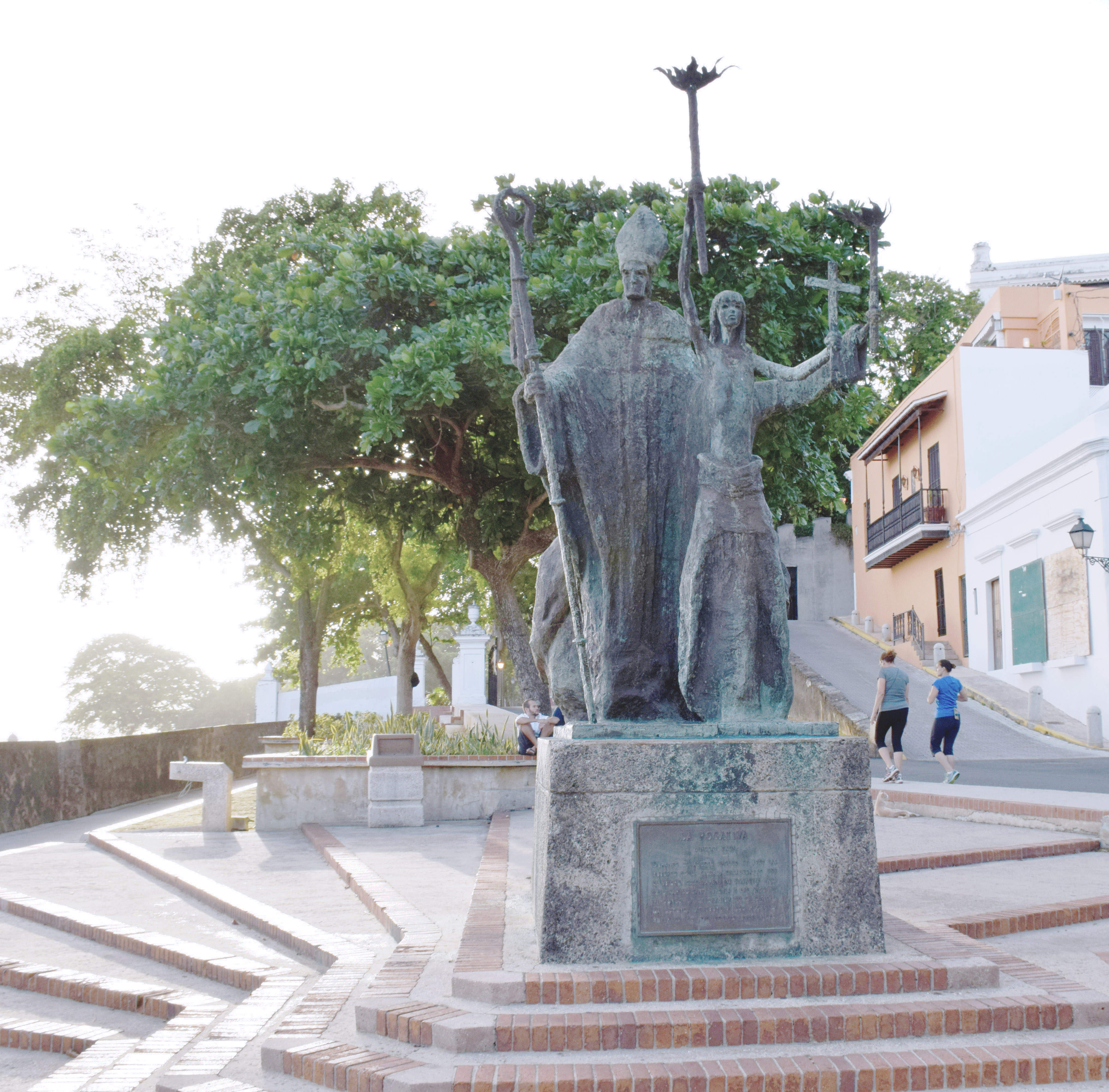

Questa piazza è famosa per il monumento alla Rogativa, una scultura che celebra un episodio storico del 1797, quando un gruppo di donne portoricane, durante un assedio britannico a San Juan, fece una processione con candele per scongiurare l'invasione. Il monumento rappresenta questa scena e simboleggia la resilienza del popolo portoricano.
La piazza si trova vicino al Castillo del Morro, e offre spettacolari viste panoramiche sul mare e sulla città. È un luogo molto popolare per i turisti che vogliono ammirare il tramonto.

#### Plaza de San José

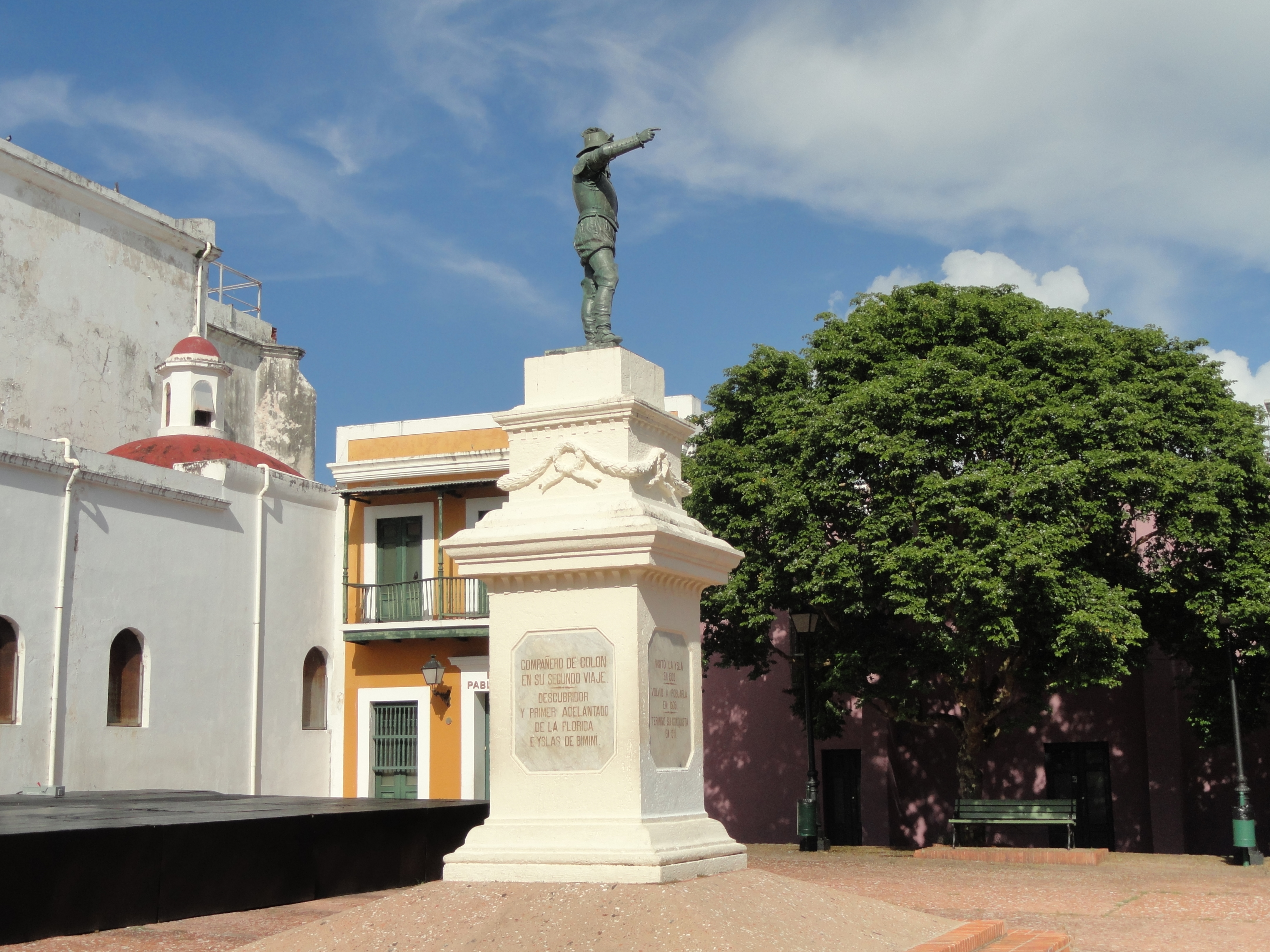
Statua di Juan Ponce de León nella piazza

Questa piccola e tranquilla piazza si trova vicino alla Chiesa di San Giuseppe, una delle chiese più antiche della città.
È uno dei luoghi più pittoreschi di Viejo San Juan, con i suoi giardini ben curati e l'atmosfera rilassata. È il luogo ideale per una sosta durante una passeggiata nel centro storico della città.
La chiesa, fondata nel 1523, è un'importante testimonianza della religiosità e della storia della città.

### Altro

#### Parque de Las Palomas

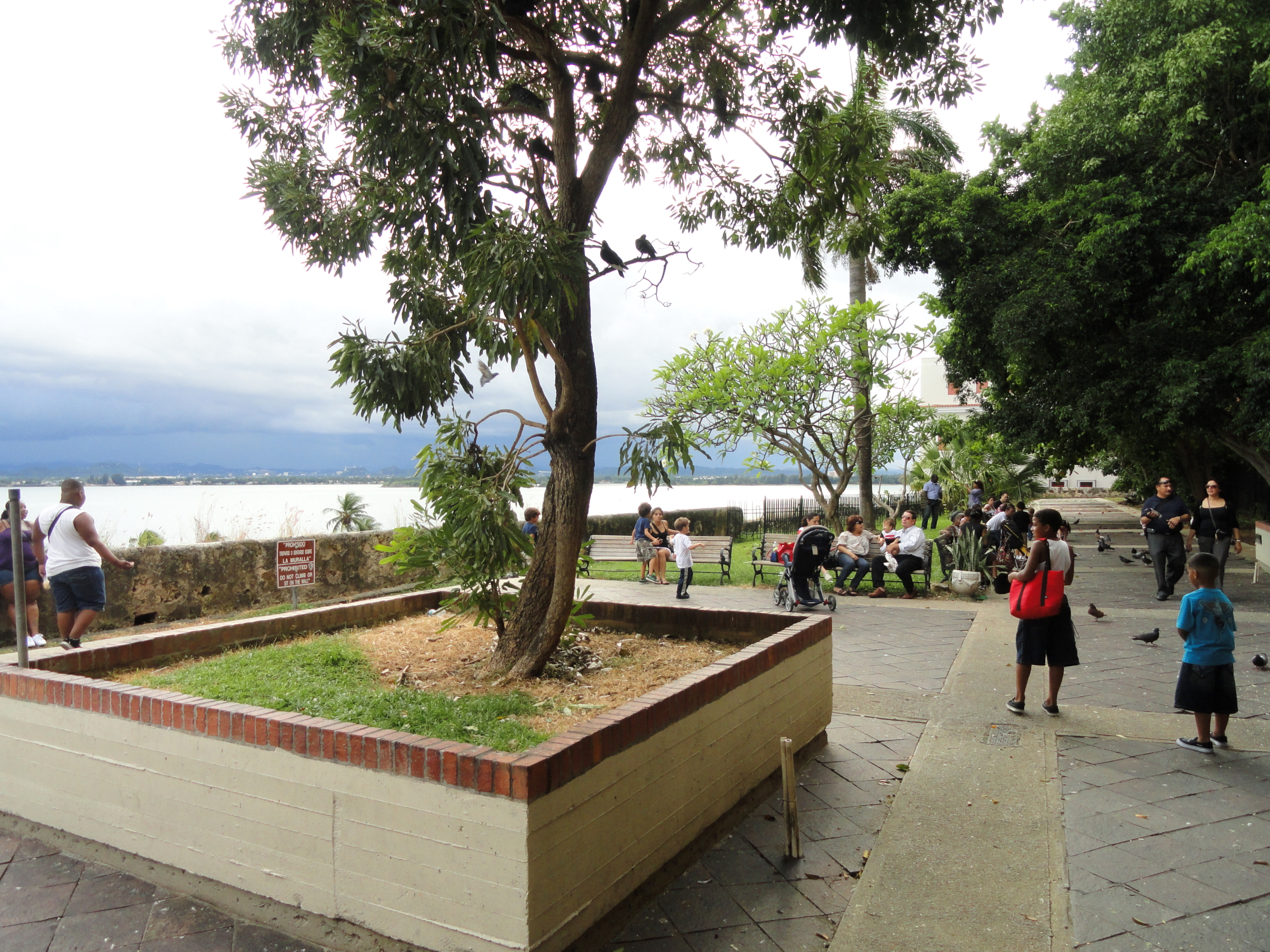

Situato nei pressi di Plaza de la Rogativa, questo parco è un piccolo giardino pubblico che offre un'atmosfera tranquilla, ma allo stesso tempo coinvolgente, grazie alla presenza di molte colombe che i visitatori possono dare da mangiare. È particolarmente amato dai bambini che si divertono a interagire con gli uccelli ("paloma" significa "piccione").

## Cultura

### Musei
- Museo de las Américas: Situato nel Cuartel de Ballajá, un antico edificio militare, questo museo si concentra sulla storia e sulla cultura delle Americhe, con particolare attenzione all'eredità indigena, africana ed europea.

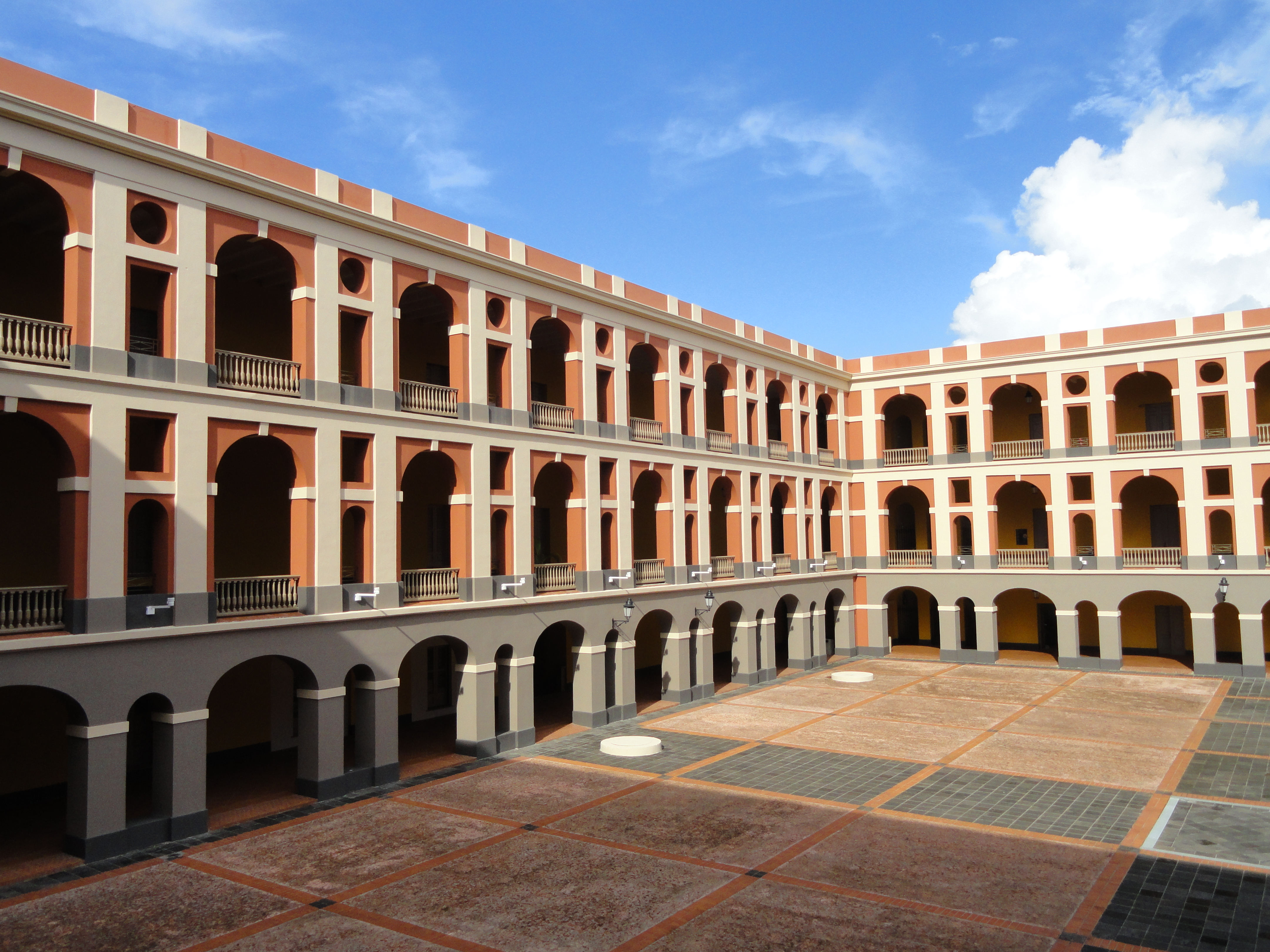

- Casa Blanca Museum: Costruita nel 1521, questa era la residenza di Juan Ponce de León e della sua famiglia. Oggi è un museo che espone mobili e oggetti coloniali.

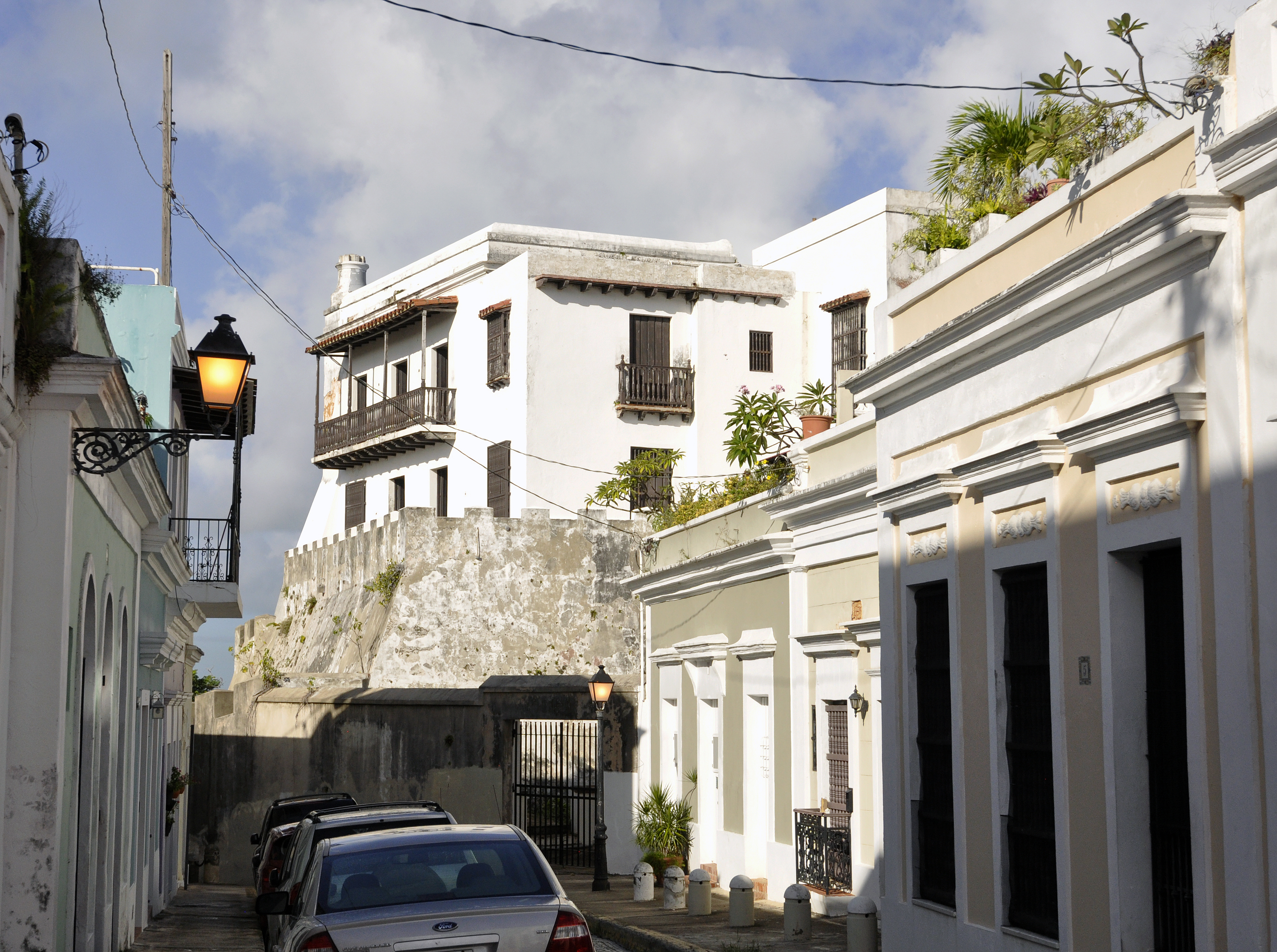

- Museo del Niño: Un museo interattivo per bambini con attività didattiche, giochi e mostre educative. Ideale per famiglie.

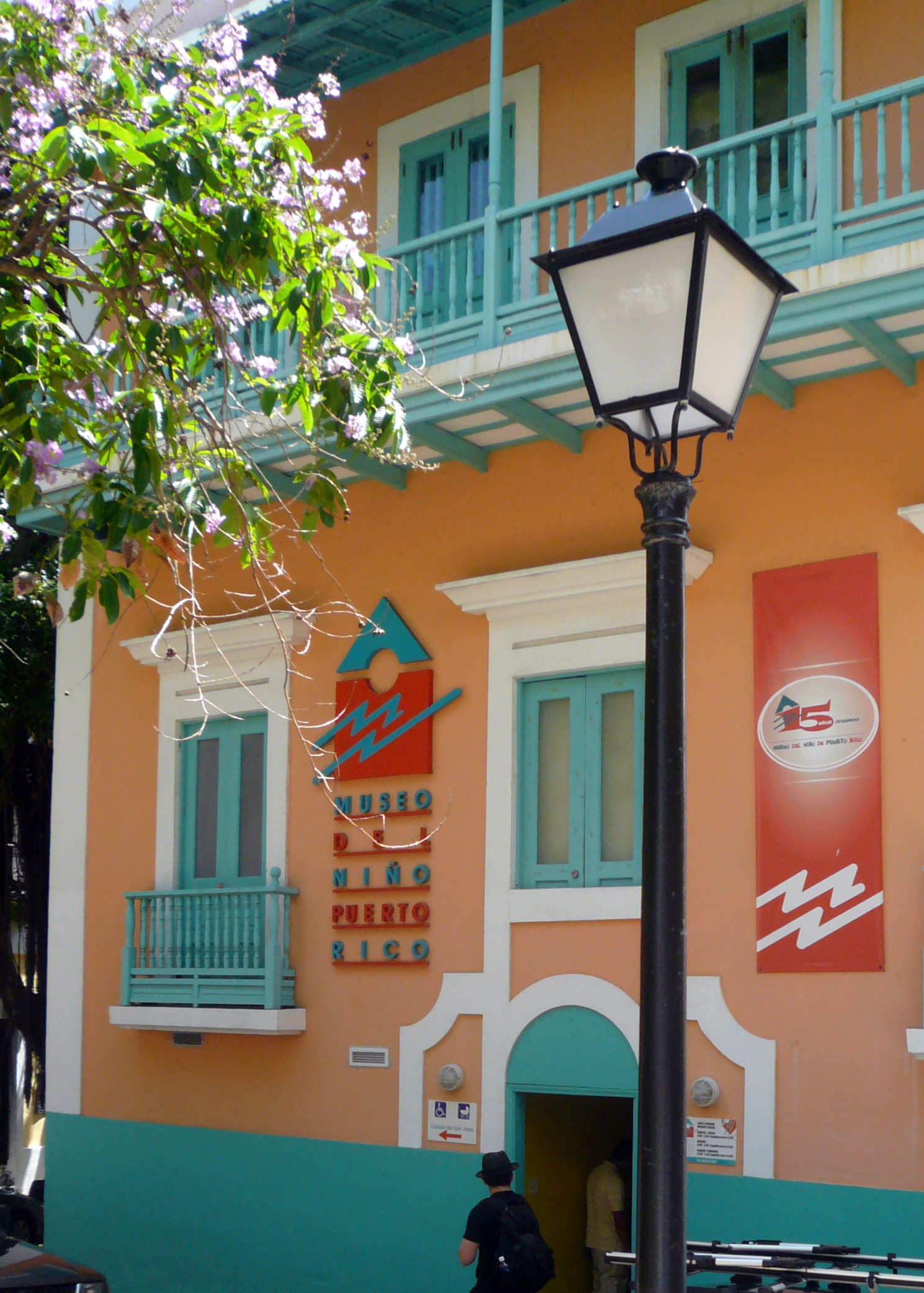

- Museo de Arte e Historia de San Juan: Offre una panoramica sulla storia e sull'arte della Vecchia San Juan.
- Museo del Mar: Piccolo ma affascinante museo che celebra la storia marittima di Porto Rico, con reperti che includono mappe antiche, modellini di navi e strumenti nautici.
- Museo de Doña Fela: Una casa-museo dedicata a Felisa Rincón de Gautier, la prima donna a diventare sindaco di San Juan. È un tributo alla sua vita e al suo contributo alla città.
- Casa del Libro: Dedicato alla storia del libro e della stampa, con una vasta collezione di manoscritti e libri rari, alcuni risalenti al XV secolo.

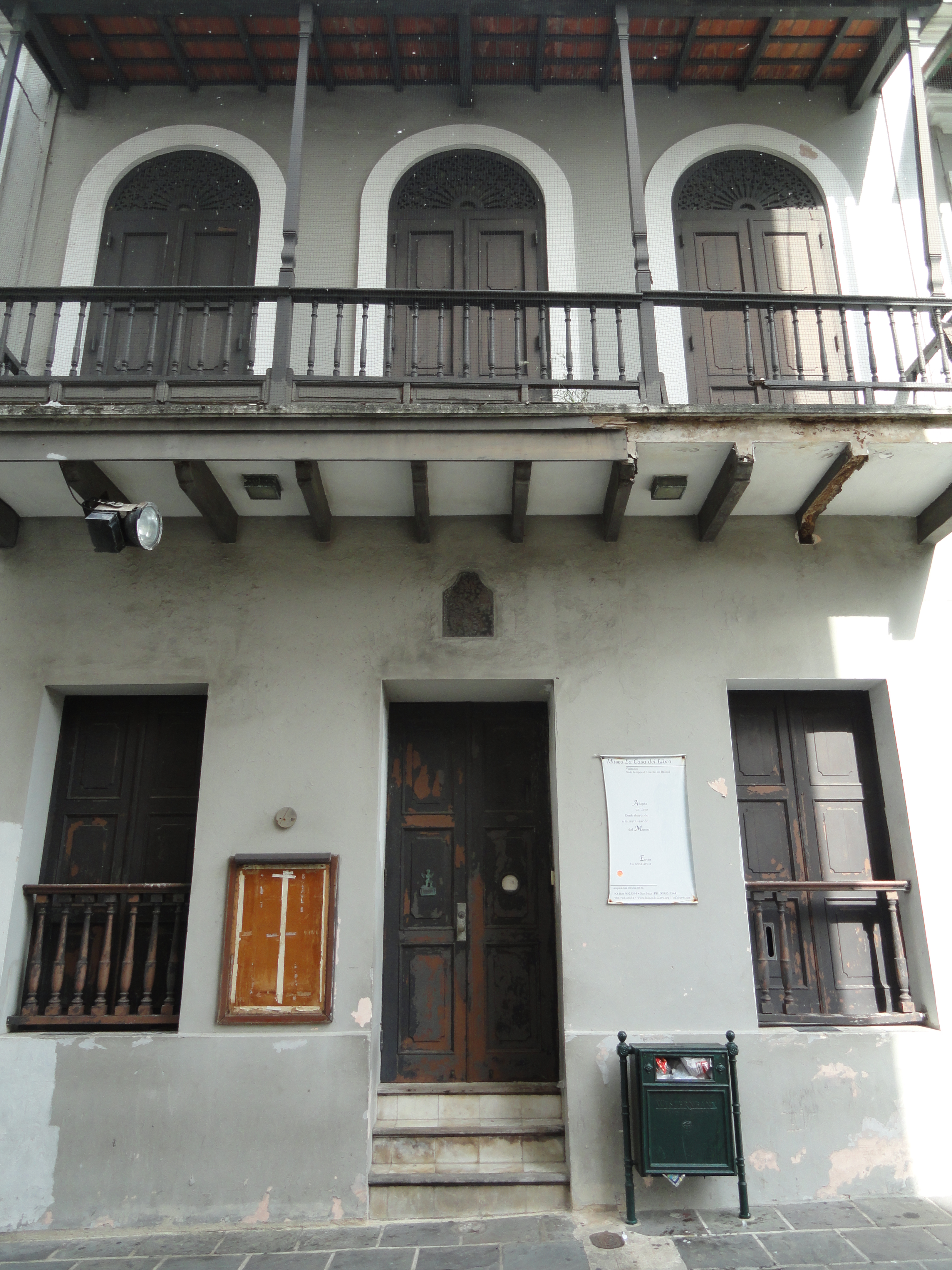

- Museo Pablo Casals: Dedicato al famoso violoncellista e compositore, che trascorse gli ultimi anni della sua vita a Porto Rico.

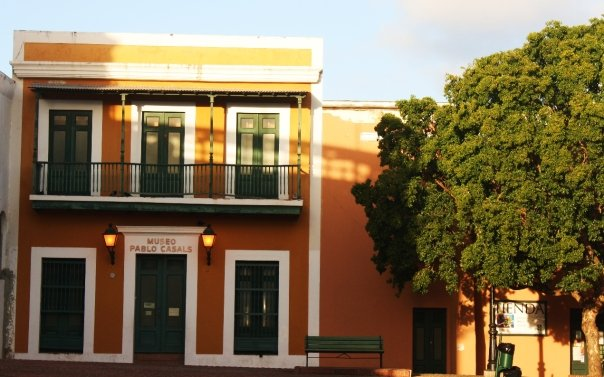

### Biblioteche

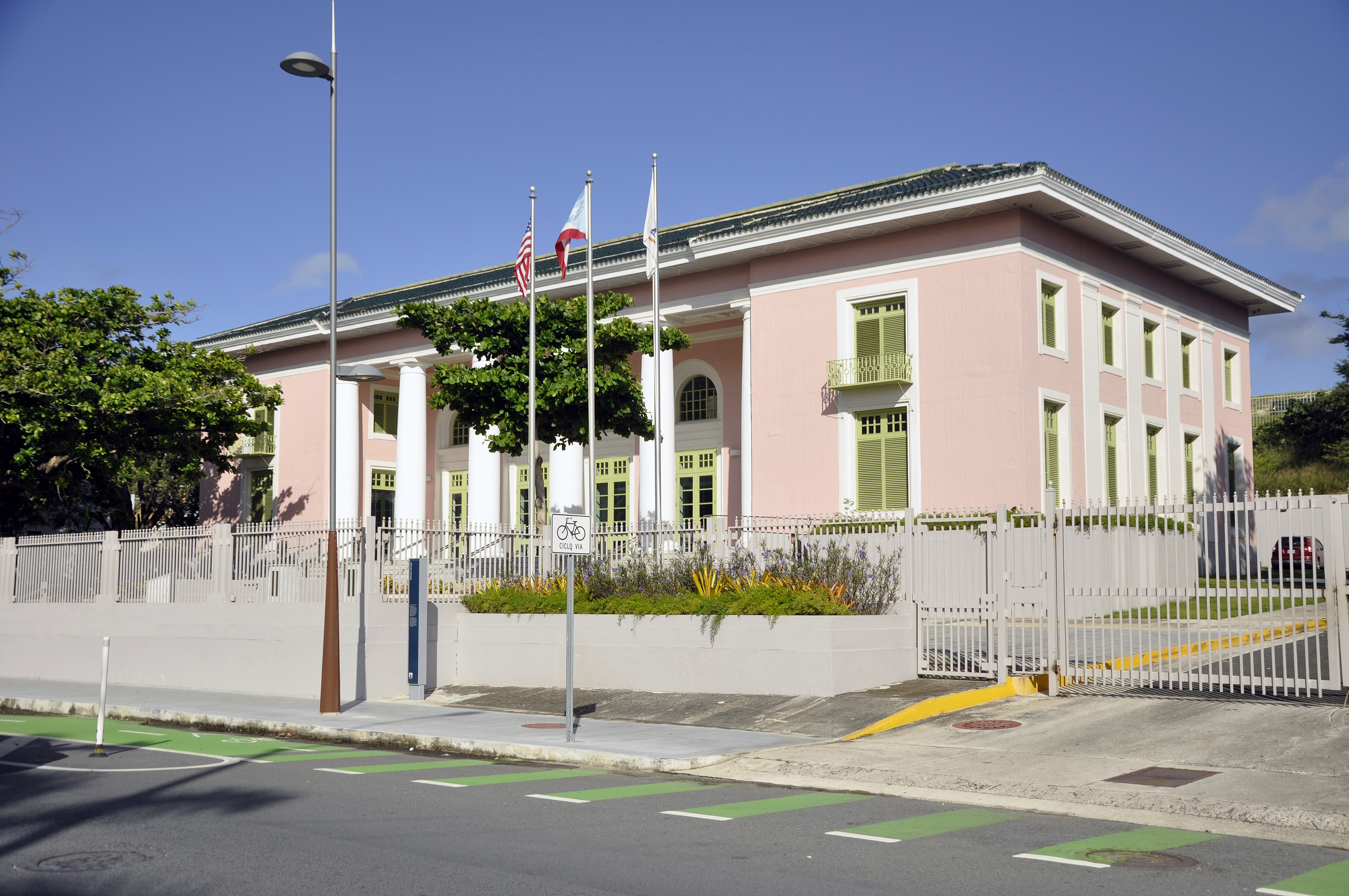
Biblioteca Carnegie

Inaugurata nel 1917, è stata la prima biblioteca pubblica costruita appositamente per questo scopo sull'isola. La sua realizzazione è stata possibile grazie a una donazione di 100.000 dollari dalla Fondazione Carnegie, ottenuta grazie agli sforzi del Commissario dell'Istruzione Martin Grove Brumbaugh me del governatore Arthur Yager.
L'edificio, progettato nel 1914 dall'ingegnere portoricano Ramón Carbia, è caratterizzato da uno stile architettonico neoclassico. Nel corso degli anni, la biblioteca è stata un importante centro culturale ed educativo, ospitando numerose attività e programmi per la comunità. Tuttavia, ha subito periodi di chiusura a causa di problemi di manutenzione e danni causati da eventi naturali, come l'uragano Hugo nel 1989.

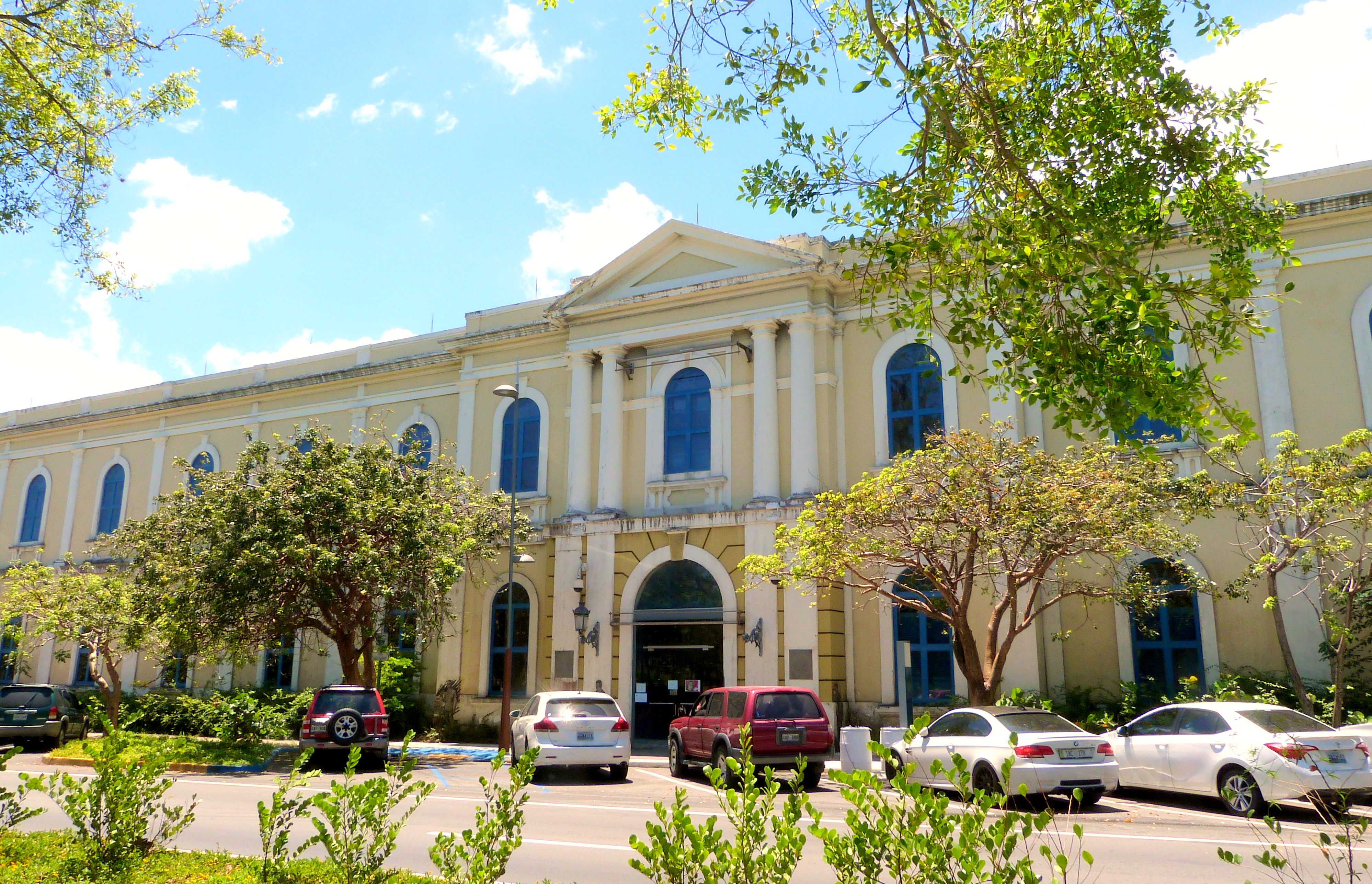
Biblioteca nazionale di Porto Rico

Fondata nel 1967 come Generale, ha aperto ufficialmente il 11 aprile 1973. Nel 2003, è stata rinominata nazionale dalla Legge 188 del 17 agosto di quell'anno. La biblioteca è ospitata in un edificio storico del XIX secolo, condiviso con l'Archivio Generale di Porto Rico. Le sue collezioni specializzate includono:
- Collezione Dominicana: libri religiosi rilegati in pelle risalenti ai secoli XVI-XIX.
- Collezione Eugenio Maria de Hostos: oltre 1.300 manoscritti digitalizzati.
- Collezione Concha Meléndez: raccolta privata della critica letteraria e professoressa dell'Università di Porto Rico.

L'edificio è dotato di un anfiteatro con 119 posti a livello stradale, condiviso tra la biblioteca e l'archivio, offrendo una vista panoramica. 

### Musica
La città è stata celebrata in diverse canzoni, la più iconica delle quali è "En mi Viejo San Juan", interpretata da numerosi artisti, tra cui José Feliciano, Javier Solís e Marc Anthony. La sua popolarità ha superato i confini portoricani, con versioni in diverse lingue e stili musicali. Oltre a questa, altre canzoni menzionano San Juan, come "Despacito" di Luis Fonsi e Daddy Yankee, che cita il quartiere di La Perla.

### Cinema e teatri
Tra i film più noti girati in parte o interamente nella zona figurano "The Rum Diary", basato sul romanzo di Hunter S. Thompson, "The 33", che ha visto alcune riprese per ambientare eventi legati al disastro minerario di Copiapó, "Assassin's Creed", che ha utilizzato la città per alcune scene di azione, "Pirati dei Caraibi - Oltre i confini del mare", che ha sfruttato le fortificazioni come scenari per le sue ambientazioni caraibiche, "The Lost City", che ha utilizzato alcune location della città per rappresentare L'Avana durante la Rivoluzione Cubana, "Fast & Furious 5", con scene di inseguimenti girate nelle storiche strade acciottolate, "Amistad", che ha incluso scene girate per ricreare l'ambientazione del periodo della schiavitù, e "Il padrino - Parte II", con alcune riprese avvenute in città per ambientare sequenze storiche.

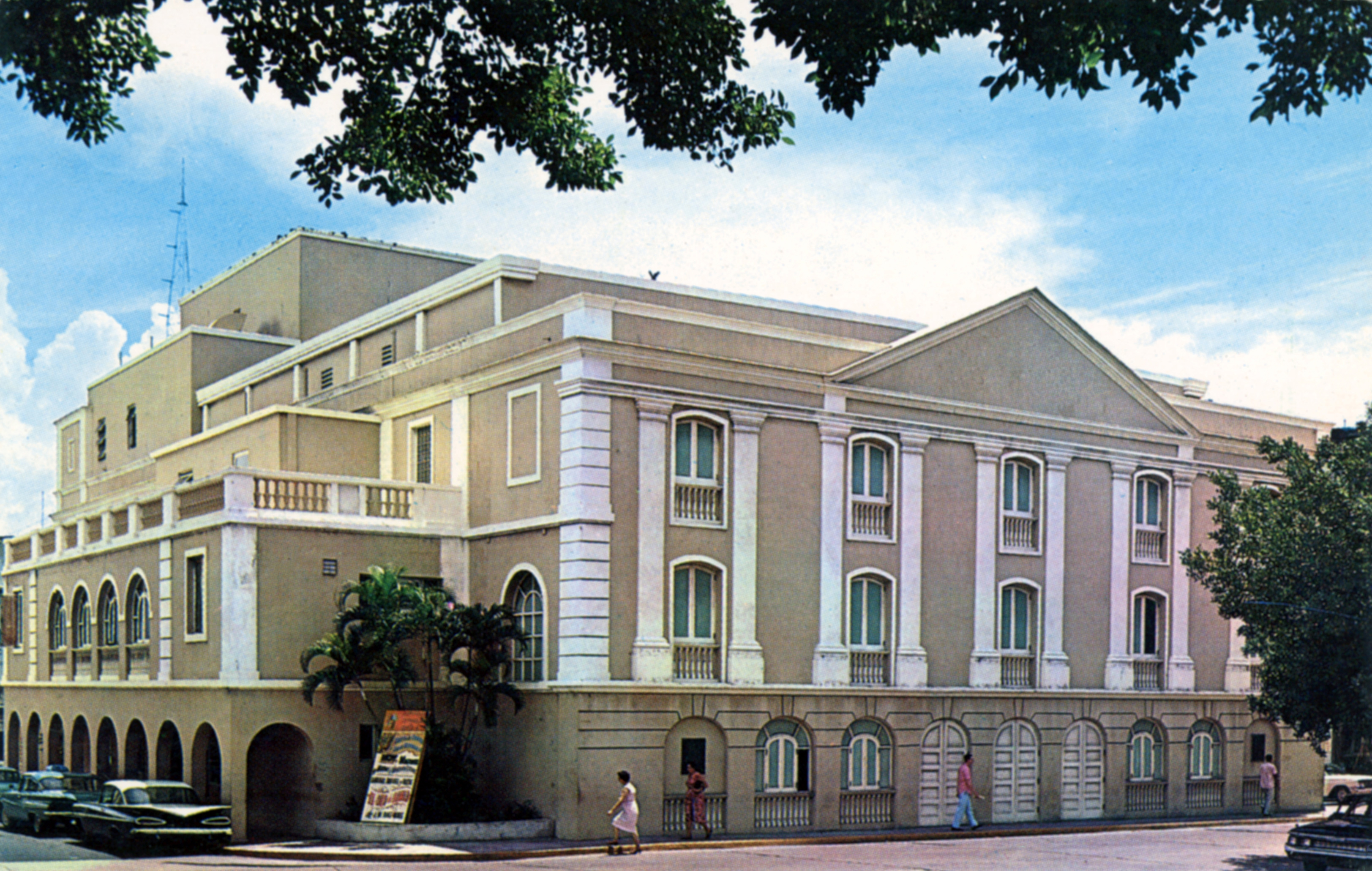
Teatro Tapia

Inaugurato nel 1832, è uno dei teatri più storici di Porto Rico ed è considerato un simbolo della cultura teatrale dell'isola. È un importante punto di riferimento per la scena culturale di San Juan.

### Fiere e mercati

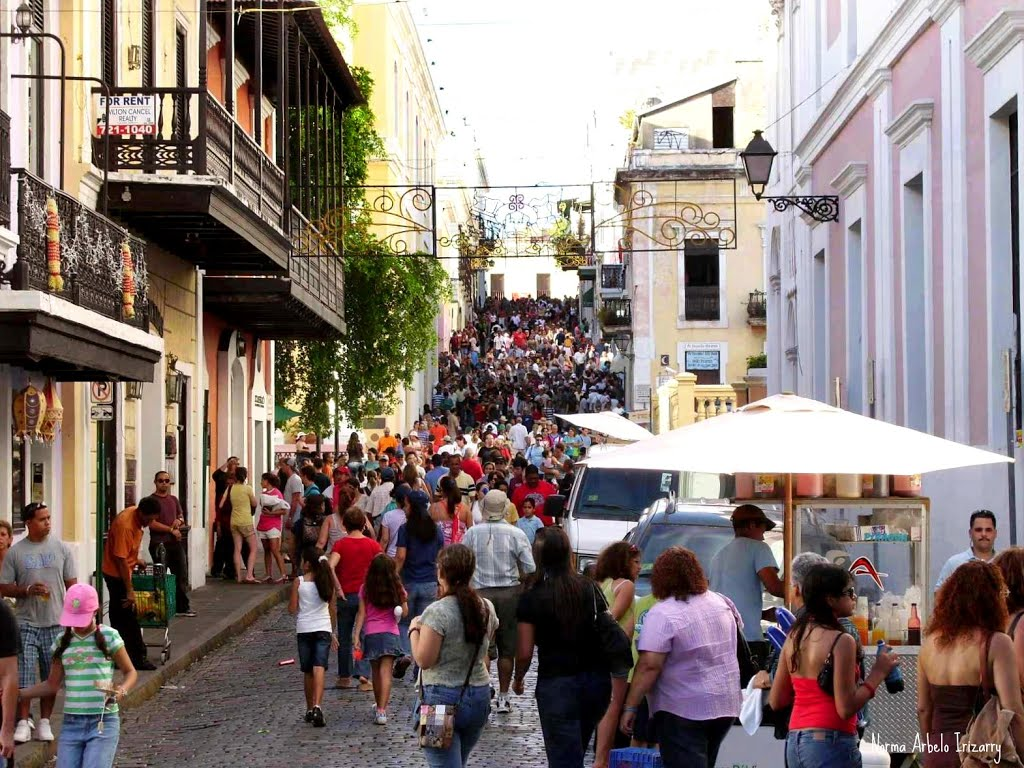
Festival della Calle San Sebastián

Questo festival annuale si tiene nel terzo fine settimana di gennaio, celebrando la festa di San Sebastiano. È considerato il culmine delle festività natalizie a Porto Rico, attirando oltre 200.000 visitatori. Durante l'evento, le strade si animano con musica, danza e bancarelle che vendono artigianato locale.

## Economia

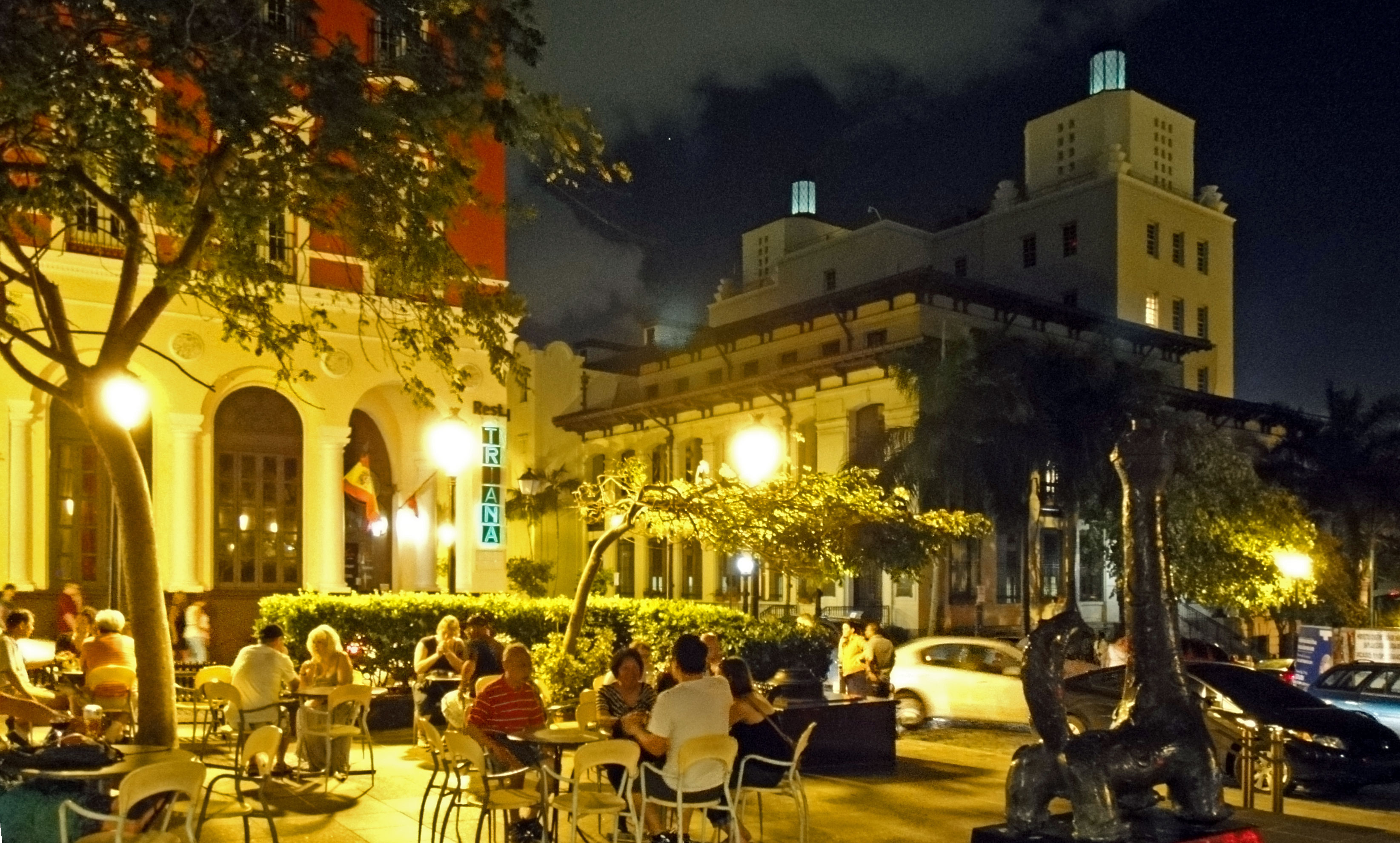
Plazoleta Rafael Carrión

L'economia è basata principalmente sul turismo, sul commercio e sulle attività culturali. La presenza di siti storici come il Castillo San Felipe del Morro e il Castillo San Cristóbal, insieme al porto che accoglie numerose navi da crociera, rende la zona una delle principali destinazioni turistiche di Porto Rico.
Il settore turistico è supportato da strutture ricettive, ristoranti, negozi di artigianato e boutique che offrono prodotti locali, tra cui caffè e rum. Eventi culturali, come il Festival di Calle San Sebastián, e una ricca scena artistica contribuiscono ulteriormente all'economia della zona.

## Porto di San Juan

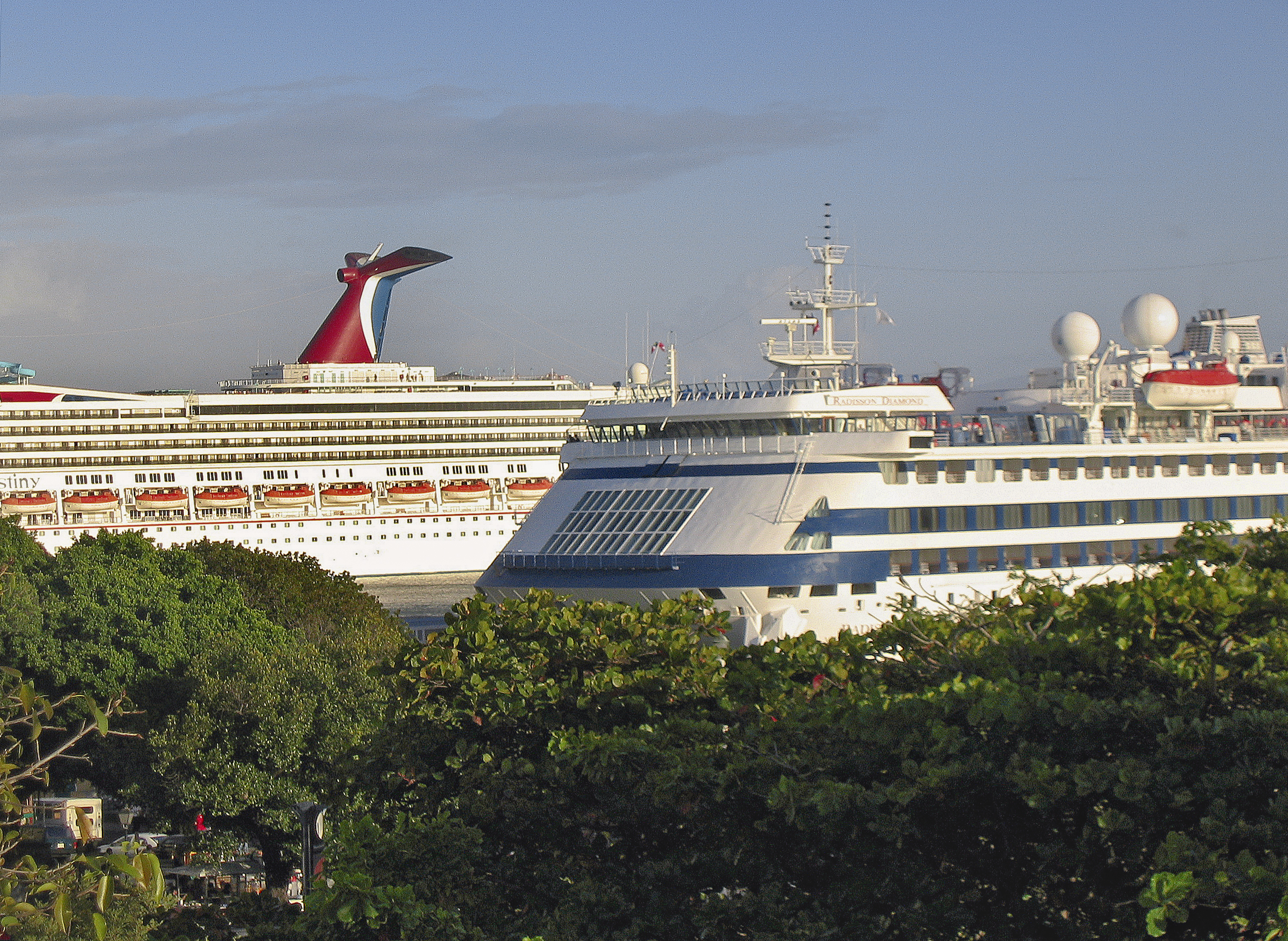
Porto passeggeri di San Juan

Le banchine del porto di San Juan, situate sul Canale di San Antonio, di fronte alla Vecchia San Juan, hanno servito Porto Rico sin dal suo inizio con servizi merci e passeggeri, e prima dell'avvento dell'aereo, era l'unico modo per entrare o lasciare l'isola per più di 400 anni. Attualmente il porto rifornisce mega navi da crociera con i loro visitatori sull'isola.
Oggi il porto funge da "porto di registrazione" per il maggior numero di navi da crociera nel mondo con più di una dozzina di navi. È il secondo porto più trafficato per le navi da crociera, solo dietro Miami.

## Sub-barrios

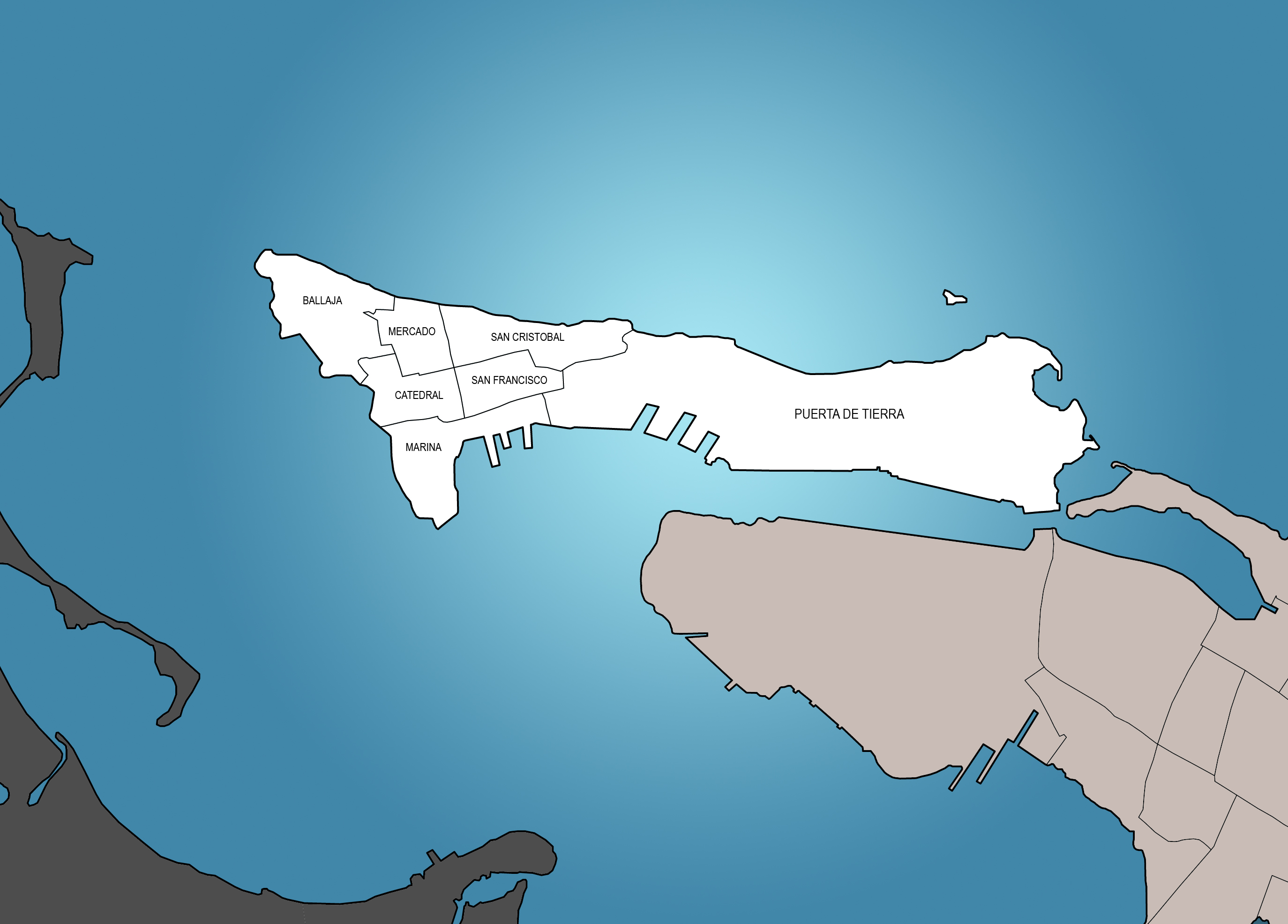
Sottoquartieri della Vecchia San Juan

- Ballajá
- Catedral
- Marina
- Mercado
- Puerta de Tierra
- San Cristóbal
- San Francisco